# 2016-os labdarúgó-Európa-bajnokság
A 2016-os labdarúgó-Európa-bajnokság a 15. Európa-bajnokság volt, melyet június 10. és július 10. között Franciaországban rendeztek. Ez volt az első Eb, amelyen 24 csapat vett részt. A címvédő a spanyol válogatott volt.
Franciaország – 1960 és 1984 után – harmadik alkalommal volt házigazdája a kontinenstornának. Az Európa-bajnok Portugália lett, története során először, miután a döntőben a házigazda Franciaországot hosszabbítás után 1–0-ra legyőzte. Portugália a 10. csapat lett, amely Európa-bajnokságot nyert. Európa-bajnokként részvételi jogot szerzett a 2017-es konföderációs kupára, melyet Oroszországban rendeztek.
A magyar labdarúgó-válogatott az 1972-es labdarúgó-Európa-bajnokság óta először szerepelt a tornán, és csoportelsőként tovább is jutott a nyolcaddöntőbe, ahol a belga labdarúgó válogatott ellenében szenvedtek vereséget. A játékvezetők között ott volt Kassai Viktor, aki három mérkőzést vezethetett és a döntőt negyedik játékvezetőként szolgálhatta.

## Pályázatok

A 2016-os labdarúgó-Európa-bajnokság rendezésére pályázó országok

Az Európa-bajnokság rendezésére 2009. március 9-ig lehetett pályázni. A határidőig négy pályázat érkezett: Franciaország, Olaszország, Törökország, valamint Svédország és Norvégia közös pályázata. 2009 végén a két észak-európai ország visszalépett, mert egyik kormány sem támogatta a rendezést, így három pályázó maradt versenyben. 2007 tavaszán a Walesi Labdarúgó-szövetség jelentette be, hogy Wales és Skócia közösen pályázatot adna be. 2009 tavaszán azonban a két ország lemondott a rendezésről. Az okok között szerepelt a gazdasági válság, valamint az UEFA 2008 őszén hozott 24 csapatos tornáról született döntése is, amely miatt több stadionra lett volna szükség a lebonyolításhoz.
Olaszország korábban 1980-ban rendezett Európa-bajnokságot, világbajnokságot pedig legutóbb 1990-ben. Pályázott a 2012-es Eb rendezésére is, azonban akkor a Lengyelország–Ukrajna közös pályázat nyert. Az olaszok 12 városban rendezték volna a mérkőzéseket: Bari, Bologna, Cagliari, Firenze, Genova, Milánó, Nápoly, Palermo, Róma, Torino, Udine és Verona lettek volna a helyszínek.
Törökország nyolc városban rendezte volna a tornát, és három tartalékhelyszíne is volt. Isztambulban két stadionban is lettek volna mérkőzések. Emellett még Bursa, İzmir, Antalya, Ankara, Eskişehir, Konya és Kayseri adott volna otthont a mérkőzéseknek.
Sikeres pályázat esetén a török sportági szövetség 400 millió eurót stadionokra, további egymilliárdot infrastruktúrára, valamint még 250 milliót reklámokra költött volna. Törökország még nem rendezett nagy futballtornát, de a 2008-as Eb rendezésre közösen pályázott Görögországgal, amely sikertelen lett.
A Francia Labdarúgó-szövetség hivatalosan 2009. február 13-án jelentette be rendezési szándékát, amelyben azt is közölték, hogy egyedül kandidálnak a rendezésre.
Az UEFA 2010. május 28-án döntött arról, hogy Franciaország rendezheti a 2016-os labdarúgó-Európa-bajnokságot. A szavazás első körében a 13 szavazásra jogosult elnökségi tag a három pályázónak helyezéseket adott, ahol az első helyezett 5, a második 2, a harmadik 1 pontot kapott. A második körben a megmaradt két pályázat közül a több szavazatot kapott pályázat nyert. Három tag érintettség miatt nem szavazhatott, köztük Michel Platini UEFA-elnök sem.
A szavazás eredménye
| Pályázat      | első kör | második kör |
| ------------- | -------- | ----------- |
| Franciaország | 43 pont  | 7 szavazat  |
| Törökország   | 38 pont  | 6 szavazat  |
| Olaszország   | 23 pont  | –           |

Franciaország korábban 1984-ben rendezett Európa-bajnokságot, világbajnokságot pedig 1938-ban és 1998-ban.

## Selejtező
A selejtező sorsolását 2014. február 23-án tartották Nizzában.
A selejtezőben 53 válogatott vett részt. A házigazda Franciaország és a selejtezőből 23 csapat jutott ki az Európa-bajnokságra. Sorsolással nyolc hatcsapatos és egy ötcsapatos csoportot képeztek. A csoportokban körmérkőzéses, oda-visszavágós rendszerben mérkőztek meg a csapatok egymással. A sorozat végén a kilenc csoportelső és csoportmásodik, valamint a legjobb csoportharmadik automatikusan kijutott az Európa-bajnokságra, míg a további nyolc csoportharmadik között oda-visszavágós pótselejtezőt rendeztek. A pótselejtezők győztesei is kijutottak az Európa-bajnokságra.
| A 2016-os labdarúgó-Európa-bajnokság selejtezőjének csoportbeosztása | A csoport                                                                   | B csoport                                                                  | C csoport                                                                      | D csoport                                                            |
| -------------------------------------------------------------------- | --------------------------------------------------------------------------- | -------------------------------------------------------------------------- | ------------------------------------------------------------------------------ | -------------------------------------------------------------------- |
| A 2016-os labdarúgó-Európa-bajnokság selejtezőjének csoportbeosztása | Hollandia · Csehország · Törökország · Lettország · Izland · Kazahsztán     | Bosznia-Hercegovina · Belgium · Izrael · Wales · Ciprus · Andorra          | Spanyolország · Ukrajna · Szlovákia · Fehéroroszország · Macedónia · Luxemburg | Németország · Írország · Lengyelország · Skócia · Grúzia · Gibraltár |
| E csoport                                                            | F csoport                                                                   | G csoport                                                                  | H csoport                                                                      | I csoport                                                            |
| Anglia · Svájc · Szlovénia · Észtország · Litvánia · San Marino      | Görögország · Magyarország · Románia · Finnország · Észak-Írország · Feröer | Oroszország · Svédország · Ausztria · Montenegró · Moldova · Liechtenstein | Olaszország · Horvátország · Norvégia · Bulgária · Azerbajdzsán · Málta        | Portugália · Dánia · Szerbia · Örményország · Albánia                |

## Helyszínek
2009. november 11-én 12 várost neveztek meg, a döntés szerint Nizza, Marseille, Toulouse, Bordeaux, Saint-Étienne, Lyon, Lille, Lens, Strasbourg, Nancy, Párizs és az 1998-as vb-döntő helyszíne, Saint-Denis rendezhetett volna mérkőzéseket. A franciák négy új stadion felépítésére (Lyon, Lille, Bordeaux, Nizza), másik hét helyszín felújítására 1,7 milliárd eurót költöttek. Strasbourg visszalépett, majd 2011. május 20-án úgy döntöttek, hogy Toulouse és Saint-Étienne sem rendez mérkőzést. A végső 10 helyszínt az UEFA 2013. január 25-én tette közzé.
A nyitómérkőzésnek és a döntőnek is a Stade de France adott otthont.
| Saint-Denis                 | Marseille                                                                              | Lyon                                                                                   | Párizs                                                                                 |
| --------------------------- | -------------------------------------------------------------------------------------- | -------------------------------------------------------------------------------------- | -------------------------------------------------------------------------------------- |
| Stade de France             | Stade Vélodrome                                                                        | Stade des Lumières                                                                     | Parc des Princes                                                                       |
| Férőhely: 81 338            | Férőhely: 67 000 (bővített)                                                            | Férőhely: 59 186 (új)                                                                  | Férőhely: 51 000 (bővített)                                                            |
|                             |                                                                                        |                                                                                        |                                                                                        |
| Villeneuve-d’Ascq           | Saint-Denis Párizs Lens Lyon Bordeaux V.-d’Ascq Saint-Étienne Toulouse Marseille Nizza | Saint-Denis Párizs Lens Lyon Bordeaux V.-d’Ascq Saint-Étienne Toulouse Marseille Nizza | Saint-Denis Párizs Lens Lyon Bordeaux V.-d’Ascq Saint-Étienne Toulouse Marseille Nizza |
| Stade Pierre-Mauroy         | Saint-Denis Párizs Lens Lyon Bordeaux V.-d’Ascq Saint-Étienne Toulouse Marseille Nizza | Saint-Denis Párizs Lens Lyon Bordeaux V.-d’Ascq Saint-Étienne Toulouse Marseille Nizza | Saint-Denis Párizs Lens Lyon Bordeaux V.-d’Ascq Saint-Étienne Toulouse Marseille Nizza |
| Férőhely: 50 186            | Saint-Denis Párizs Lens Lyon Bordeaux V.-d’Ascq Saint-Étienne Toulouse Marseille Nizza | Saint-Denis Párizs Lens Lyon Bordeaux V.-d’Ascq Saint-Étienne Toulouse Marseille Nizza | Saint-Denis Párizs Lens Lyon Bordeaux V.-d’Ascq Saint-Étienne Toulouse Marseille Nizza |
|                             | Saint-Denis Párizs Lens Lyon Bordeaux V.-d’Ascq Saint-Étienne Toulouse Marseille Nizza | Saint-Denis Párizs Lens Lyon Bordeaux V.-d’Ascq Saint-Étienne Toulouse Marseille Nizza | Saint-Denis Párizs Lens Lyon Bordeaux V.-d’Ascq Saint-Étienne Toulouse Marseille Nizza |
| Lens                        | Saint-Denis Párizs Lens Lyon Bordeaux V.-d’Ascq Saint-Étienne Toulouse Marseille Nizza | Saint-Denis Párizs Lens Lyon Bordeaux V.-d’Ascq Saint-Étienne Toulouse Marseille Nizza | Saint-Denis Párizs Lens Lyon Bordeaux V.-d’Ascq Saint-Étienne Toulouse Marseille Nizza |
| Stade Félix-Bollaert        | Saint-Denis Párizs Lens Lyon Bordeaux V.-d’Ascq Saint-Étienne Toulouse Marseille Nizza | Saint-Denis Párizs Lens Lyon Bordeaux V.-d’Ascq Saint-Étienne Toulouse Marseille Nizza | Saint-Denis Párizs Lens Lyon Bordeaux V.-d’Ascq Saint-Étienne Toulouse Marseille Nizza |
| Férőhely: 45 000 (bővített) | Saint-Denis Párizs Lens Lyon Bordeaux V.-d’Ascq Saint-Étienne Toulouse Marseille Nizza | Saint-Denis Párizs Lens Lyon Bordeaux V.-d’Ascq Saint-Étienne Toulouse Marseille Nizza | Saint-Denis Párizs Lens Lyon Bordeaux V.-d’Ascq Saint-Étienne Toulouse Marseille Nizza |
|                             | Saint-Denis Párizs Lens Lyon Bordeaux V.-d’Ascq Saint-Étienne Toulouse Marseille Nizza | Saint-Denis Párizs Lens Lyon Bordeaux V.-d’Ascq Saint-Étienne Toulouse Marseille Nizza | Saint-Denis Párizs Lens Lyon Bordeaux V.-d’Ascq Saint-Étienne Toulouse Marseille Nizza |
| Bordeaux                    | Saint-Étienne                                                                          | Toulouse                                                                               | Nizza                                                                                  |
| Stade Matmut Atlantique     | Stade Geoffroy-Guichard                                                                | Stadium de Toulouse                                                                    | Allianz Riviera                                                                        |
| Férőhely: 43 000 (új)       | Férőhely: 42 000 (bővített)                                                            | Férőhely: 40 000 (bővített)                                                            | Férőhely: 35 624 (új)                                                                  |
|                             |                                                                                        |                                                                                        |                                                                                        |

### A csapatok szálláshelyei
A válogatottaknak volt egy úgynevezett csapatbázisa, ahol a mérkőzések között tartózkodtak, tartották az edzéseket és itt laktak a torna ideje alatt. Az eredeti listán 66 bázis volt a lehetőségek között, melyek közül a 24 csapat kiválaszthatta a számára megfelelő helyet, amit 2016. január 31-éig megerősített az UEFA-nál.
| Csapat         | Bázis                       |
| -------------- | --------------------------- |
| Albánia        | Perros-Guirec               |
| Anglia         | Chantilly                   |
| Ausztria       | Mallemort                   |
| Belgium        | Bordeaux/Le Pian-Médoc      |
| Csehország     | Tours                       |
| Észak-Írország | Saint-Georges-de-Reneins    |
| Franciaország  | Clairefontaine-en-Yvelines  |
| Horvátország   | Deauville/Cœur Côte Fleurie |
| Írország       | Versailles                  |
| Izland         | Annecy/Annecy-le-Vieux      |
| Lengyelország  | La Baule-Escoublac          |
| Magyarország   | Tourrettes                  |
| Németország    | Évian-les-Bains             |
| Olaszország    | Grammont/Montpellier        |
| Oroszország    | Croissy-sur-Seine           |
| Portugália     | Marcoussis                  |
| Románia        | Orry-la-Ville               |
| Spanyolország  | Saint-Martin-de-Ré          |
| Svájc          | Montpellier/Juvignac        |
| Svédország     | Saint-Nazaire/Pornichet     |
| Szlovákia      | Vichy                       |
| Törökország    | Saint-Cyr-sur-Mer           |
| Ukrajna        | Aix-en-Provence             |
| Wales          | Dinard                      |

## Lebonyolítás

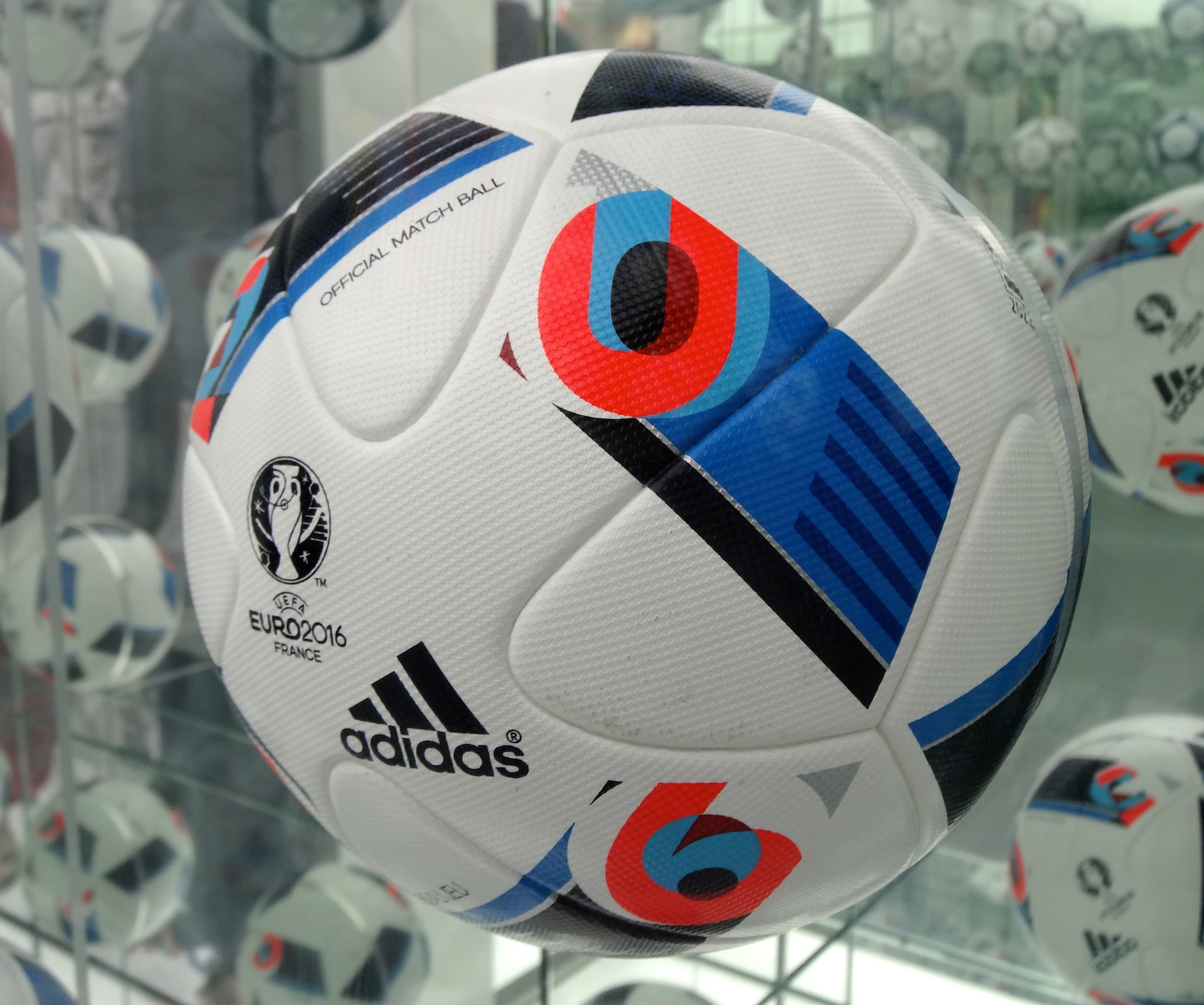
A Beau Jeu (szép játék), a 2016-os labdarúgó-Európa-bajnokság hivatalos labdája

Az UEFA végrehajtó bizottsága 2008. szeptember 25-én döntött arról, hogy 2016-tól az Európa-bajnokságon 16 helyett 24 csapat vehet részt. Az Eb-n pedig a korábbi 31 helyett 51 mérkőzést rendeznek. A 24 csapatos torna a korábbi, 1986 és 1994 közötti világbajnokságokéhoz hasonló volt.
A selejtezők lebonyolítása nem változott, továbbra is öt-, illetve hatcsapatos csoportok voltak, de az első két helyezett mellett a legjobb harmadik is kijutott az Eb-re. Négy csapat pótselejtezőn jutott ki.
Az Eb-n a hat darab négycsapatos csoportból az első két helyezett, valamint a legjobb négy harmadik helyezett jutott tovább a nyolcaddöntőbe. Innen egyenes kieséses rendszerben folytatódott a torna. A harmadik helyért nem játszottak mérkőzést.

## Résztvevők
A következő csapatok vettek részt a 2016-os labdarúgó-Európa-bajnokságon:

| Ország         | Hogyan kvalifikált         | Kvalifikáció időpontja | Európa-bajnoki részvétel | Utolsó részvétel | Előző/legjobb eredmény           |
| -------------- | -------------------------- | ---------------------- | ------------------------ | ---------------- | -------------------------------- |
| Franciaország  | Rendező                    | 2010. május 28.        | 8                        | 2012             | Európa-bajnok (1984, 2000)       |
| Anglia         | E csoport győztese         | 2015. szeptember 5.    | 8                        | 2012             | Bronzérmes (1968, 1996)          |
| Csehország     | A csoport győztese         | 2015. szeptember 6.    | 5                        | 2012             | Ezüstérmes (1996)                |
| Izland         | A csoport 2. helyezettje   | 2015. szeptember 6.    | 0 (először vett részt)   | –                | –                                |
| Ausztria       | G csoport győztese         | 2015. szeptember 8.    | 1                        | 2008             | Csoportkör (2008)                |
| Észak-Írország | F csoport győztese         | 2015. október 8.       | 0 (először vett részt)   | –                | –                                |
| Portugália     | I csoport győztese         | 2015. október 8.       | 6                        | 2012             | Ezüstérmes (2004)                |
| Spanyolország  | C csoport győztese         | 2015. október 9.       | 9                        | 2012             | Európa-bajnok (1964, 2008, 2012) |
| Svájc          | E csoport 2. helyezettje   | 2015. október 9.       | 3                        | 2008             | Csoportkör (1996, 2004, 2008)    |
| Olaszország    | H csoport győztese         | 2015. október 10.      | 8                        | 2012             | Európa-bajnok (1968)             |
| Belgium        | B csoport győztese         | 2015. október 10.      | 4                        | 2000             | Ezüstérmes (1980)                |
| Wales          | B csoport 2. helyezettje   | 2015. október 10.      | 0 (először vett részt)   | –                | –                                |
| Románia        | F csoport 2. helyezettje   | 2015. október 11.      | 4                        | 2008             | Negyeddöntő (2000)               |
| Albánia        | I csoport 2. helyezettje   | 2015. október 11.      | 0 (először vett részt)   | –                | –                                |
| Németország    | D csoport győztese         | 2015. október 11.      | 11                       | 2012             | Európa-bajnok (1972, 1980, 1996) |
| Lengyelország  | D csoport 2. helyezettje   | 2015. október 11.      | 2                        | 2012             | Csoportkör (2008, 2012)          |
| Oroszország    | G csoport 2. helyezettje   | 2015. október 12.      | 4                        | 2012             | Bronzérmes (2008)                |
| Szlovákia      | C csoport 2. helyezettje   | 2015. október 12.      | 0 (először vett részt)   | –                | –                                |
| Horvátország   | H csoport 2. helyezettje   | 2015. október 13.      | 4                        | 2012             | Negyeddöntő (1996, 2008)         |
| Törökország    | Legjobb harmadik helyezett | 2015. október 13.      | 3                        | 2008             | Bronzérmes (2008)                |
| Magyarország   | Pótselejtező               | 2015. november 15.     | 2                        | 1972             | Bronzérmes (1964)                |
| Írország       | Pótselejtező               | 2015. november 16.     | 2                        | 2012             | Csoportkör (1988, 2012)          |
| Svédország     | Pótselejtező               | 2015. november 17.     | 5                        | 2012             | Bronzérmes (1992)                |
| Ukrajna        | Pótselejtező               | 2015. november 17.     | 1                        | 2012             | Csoportkör (2012)                |

1. ↑  Csehszlovákia (1960 és 1980 között) részvételei nélkül.
2. ↑  Az NSZK (1972 és 1988 között) részvételeit is beleértve.
3. ↑  A Szovjetunió (1960 és 1988 között) és a FÁK (1992) részvételei nélkül.

## Sorsolás
A csoportok sorsolását 2015. december 12-én, közép-európai idő szerint 18 órától tartották Párizsban.
A 24 csapat a 2015 októberi UEFA-együtthatók alapján 4 kalapba kerül. A rendező Franciaország automatikusan az A csoport 1. csapata (A1), ezért nem szerepel a kalapban. A címvédő Spanyolország automatikusan az első kalapban az első helyen kapott helyet, az UEFA-koefficienstől függetlenül.
| 1. kalap      | 1. kalap |
| Ország        | Koeff.   |
| ------------- | -------- |
| Spanyolország | 37 962   |
| Németország   | 40 236   |
| Anglia        | 35 963   |
| Portugália    | 35 138   |
| Belgium       | 34 442   |

| 2. kalap     | 2. kalap |
| Ország       | Koeff.   |
| ------------ | -------- |
| Olaszország  | 34 345   |
| Oroszország  | 31 345   |
| Svájc        | 31 254   |
| Ausztria     | 30 932   |
| Horvátország | 30 642   |
| Ukrajna      | 30 313   |

| 3. kalap      | 3. kalap |
| Ország        | Koeff.   |
| ------------- | -------- |
| Csehország    | 29 403   |
| Svédország    | 29 028   |
| Lengyelország | 28 306   |
| Románia       | 28 038   |
| Szlovákia     | 27 171   |
| Magyarország  | 27 142   |

| 4. kalap       | 4. kalap |
| Ország         | Koeff.   |
| -------------- | -------- |
| Törökország    | 27 033   |
| Írország       | 26 902   |
| Izland         | 25 388   |
| Wales          | 24 531   |
| Albánia        | 23 216   |
| Észak-Írország | 22 961   |

## Pénzdíjazás
Az Európa-bajnokság 24 részt vevő országának labdarúgó-szövetségei között összesen 301 millió eurót osztottak szét. Minden résztvevő 8 millió eurót kapott. Az Eb csoportkörében a győzelmekért 1 millió euró járt, döntetlen esetén 0,5–0,5 milliót kaptak a szövetségek. Az egyenes kieséses szakaszban körönként egyre magasabb összegeket kaptak a résztvevők, a döntő győztese mindenen felül 8 millió eurót kapott. Az alábbi táblázat mutatja a pénzdíjazást.
| Feltétel                 | A feltételt teljesítő csapatok száma | Összeg / csapat (millió euró) | Összes összeg (millió euró) |
| ------------------------ | ------------------------------------ | ----------------------------- | --------------------------- |
| Résztvevő                | 24                                   | 8                             | 192                         |
| Győzelem a csoportkörben | 36 mérkőzés                          | 1 (döntetlen esetén 0,5–0,5)  | 36                          |
| Nyolcaddöntő             | 16                                   | 1,5                           | 24                          |
| Negyeddöntő              | 8                                    | 2,5                           | 20                          |
| Elődöntő                 | 4                                    | 4                             | 16                          |
| Második helyezett        | 1                                    | 5                             | 5                           |
| Győztes                  | 1                                    | 8                             | 8                           |
| Összesen                 |                                      |                               | 301                         |

## Játékvezetők
Játékvezetők
| - Pavel Královec - Martin Atkinson - Mark Clattenburg - Clément Turpin - Felix Brych - Kassai Viktor | - Nicola Rizzoli - Björn Kuipers - Svein Oddvar Moen - Szymon Marciniak - Ovidiu Hațegan - Szergej Karaszjov | - William Collum - Milorad Mažić - Damir Skomina - Carlos Velasco Carballo - Jonas Eriksson - Cüneyt Çakır |

Csak negyedik játékvezetőként szerepelhet
- Alekszej Kulbakov
- Anasztásziosz Szidirópulosz

## Keretek
Minden egyes válogatott 23 játékost nevezhetett a tornára, melyek közül három játékosnak kapusnak kellett lennie. A nevezés a nyitómérkőzést megelőző 10. napig tartott. Sérülés esetén a játékos az adott csapat első mérkőzéséig volt cserélhető egy másikkal.
A tornára 213 különböző csapatból érkezett 552 nevezett játékos. A legtöbb, 134 játékos angol klubokból érkezett, míg 65 német, 56 olasz, 36 török és 35 játékos spanyol csapattal állt szerződésben. A magyar bajnokságból 13 játékos érkezett, ebből csak egy nem volt magyar. A nevezett játékosok közül kilenc nem európai klubban szerepelt. Az angol csapat csak hazai bajnokságban játszó játékosokból állt, ezzel ellentétben az ír, az északír, és az izlandi csapat csak idegenlégiósokat alkalmazott.
A torna legfiatalabb játékosa a Manchester United angol támadója, Marcus Rashford volt, aki 1997. október 31-én született, a legidősebb pedig az 1976. április 1-én született magyar kapus, Király Gábor. A csapatok közül a német és az angol a legfiatalabb 25,4-es, míg az ír a legöregebb a maga 29,4-es átlagéletkorával. Az Eb legmagasabb játékosa a román kapus, Costel Pantilimon volt 203 cm-rel, míg a legalacsonyabb az olasz támadó Lorenzo Insigne a maga 163 cm-es magasságával. A magasságot figyelembe véve a svéd válogatott volt az első, átlagosan 186 cm-rel, míg a súlyt tekintve a német csapat vezetett, hiszen játékosaik átlagosan 80,3 kg súlyúak voltak.

## Csoportkör

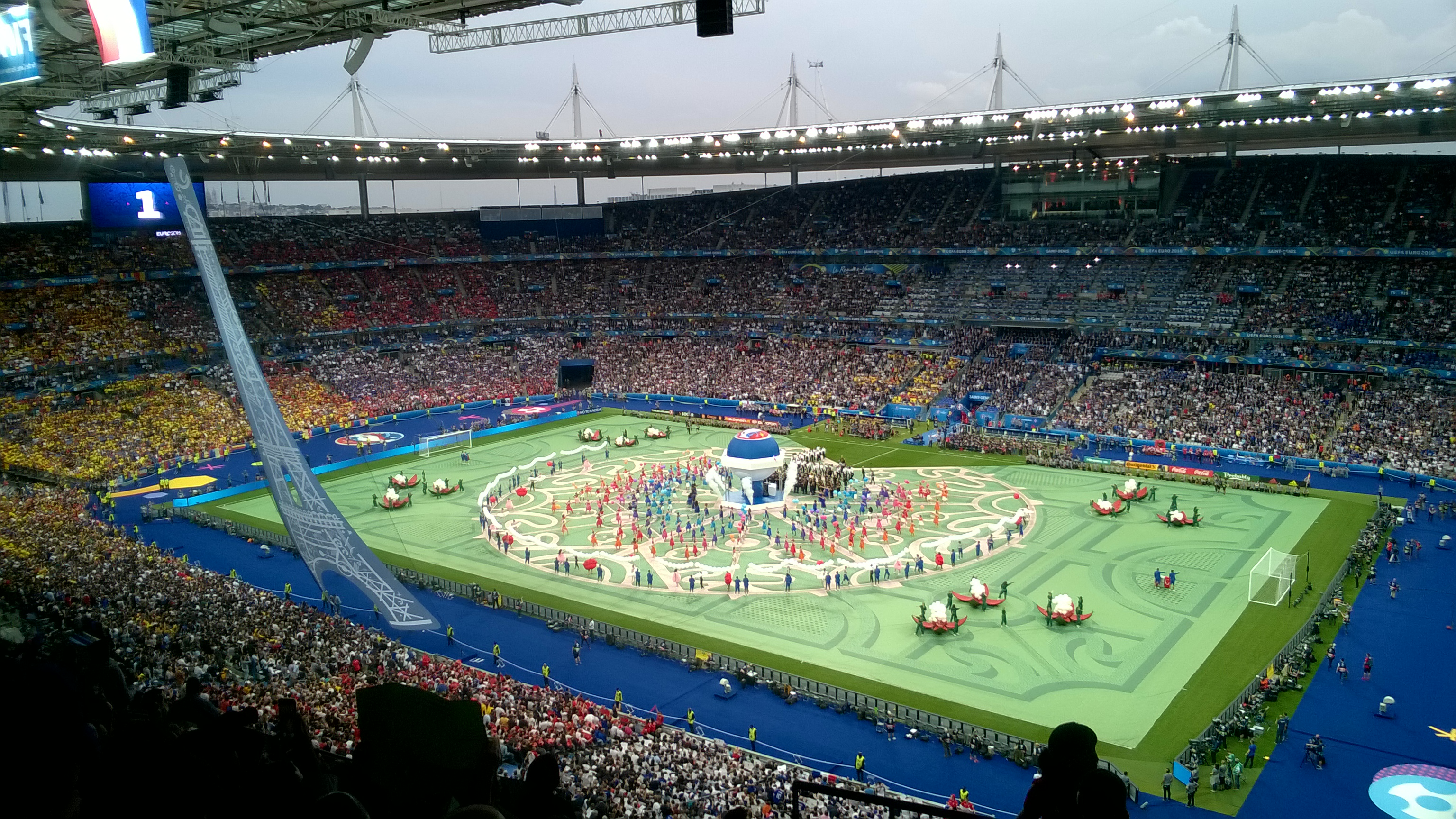
A torna nyitóünnepsége a Stade de France-ban

Az időpontok helyi idő (UTC+2) szerintiek.

Sorrend meghatározása a csoportokban
Az Európa-bajnokság csoportjaiban ha két vagy több csapat a csoportmérkőzések után azonos pontszámmal állt, akkor a következő pontok alapján állapították meg a sorrendet:
1. Több szerzett pont az azonosan álló csapatok közötti mérkőzéseken;
2. Jobb gólkülönbség az azonosan álló csapatok közötti mérkőzéseken;
3. Több szerzett gól az azonosan álló csapatok közötti mérkőzéseken;
4. Ha az 1–3. pontok alapján a sorrend nem dönthető el, akkor az 1–3. pontokat újra kell alkalmazni kizárólag a továbbra is azonosan álló csapatok között játszott mérkőzésekre. Ha továbbra sem dönthető el a sorrend, akkor az 5–9. pontokat kell alkalmazni;
5. Jobb gólkülönbség az összes csoportmérkőzésen;
6. Több szerzett gól az összes csoportmérkőzésen;
7. Ha két csapat a felsorolt első hat pont alapján holtversenyben állt úgy, hogy az utolsó csoportmérkőzést egymás ellen játszották (azaz az utolsó csoportmérkőzés, amelyet egymás ellen lejátszottak, döntetlen lett, és a pontszámuk, összesített gólkülönbségük, az összes szerzett góljuk száma is azonos) és nincs harmadik csapat, amely velük azonos pontszámmal állt, akkor közöttük büntetőrúgások döntenek a sorrendről;
8. Magasabb fair play pontszám (10 pont a kezdő érték, -1 pont egy sárga lapért, -3 pont két sárga lapot követő piros lapért, -3 pont egy azonnali piros lapért, -4 pont egy sárga lap és egy azonnali piros lapért);
9. Jobb UEFA-együttható.

Sorrend meghatározása a csoportharmadikok esetén
A négy legjobb csoportharmadik csapatot a következő pontok alapján állapították meg:
1. Több szerzett pont;
2. Jobb gólkülönbség;
3. Több szerzett gól;
4. Magasabb fair play pontszám;
5. Jobb UEFA-együttható.

### A csoport
| Hely. | Csapat            | M | Gy | D | V | G+ | G– | Gk | P | Továbbjutás                                |
| ----- | ----------------- | - | -- | - | - | -- | -- | -- | - | ------------------------------------------ |
| 1.    | Franciaország (R) | 3 | 2  | 1 | 0 | 4  | 1  | +3 | 7 | Továbbjutott az egyenes kieséses szakaszba |
| 2.    | Svájc             | 3 | 1  | 2 | 0 | 2  | 1  | +1 | 5 | Továbbjutott az egyenes kieséses szakaszba |
| 3.    | Albánia           | 3 | 1  | 0 | 2 | 1  | 3  | −2 | 3 |                                            |
| 4.    | Románia           | 3 | 0  | 1 | 2 | 2  | 4  | −2 | 1 |                                            |

| 2016. június 10. 21:00 |

| Franciaország        | 2–1                         | Románia               |
| -------------------- | --------------------------- | --------------------- |
| Giroud 57' Payet 89' | (0–0) Jegyzőkönyv Részletek | Stancu 65' (11-esből) |

| Stade de France, Saint-Denis Nézőszám: 75 113 Játékvezető: Kassai Viktor (magyar) |

| 2016. június 11. 15:00 |

| Albánia       | 0–1                         | Svájc    |
| ------------- | --------------------------- | -------- |
| Cana 23′, 36′ | (0–1) Jegyzőkönyv Részletek | Schär 5' |

| Stade Félix-Bollaert, Lens Nézőszám: 33 805 Játékvezető: Carlos Velasco Carballo (spanyol) |

| 2016. június 15. 18:00 |

| Románia               | 1–1                         | Svájc       |
| --------------------- | --------------------------- | ----------- |
| Stancu 18' (11-esből) | (1–0) Jegyzőkönyv Részletek | Mehmedi 57' |

| Parc des Princes, Párizs Nézőszám: 43 576 Játékvezető: Szergej Karaszjov (orosz) |

| 2016. június 15. 21:00 |

| Franciaország             | 2–0                         | Albánia |
| ------------------------- | --------------------------- | ------- |
| Griezmann 90' Payet 90+6' | (0–0) Jegyzőkönyv Részletek |         |

| Stade Vélodrome, Marseille Nézőszám: 63 670 Játékvezető: William Collum (skót) |

| 2016. június 19. 21:00 |

| Románia | 0–1                         | Albánia    |
| ------- | --------------------------- | ---------- |
|         | (0–1) Jegyzőkönyv Részletek | Sadiku 43' |

| Stade des Lumières, Lyon Nézőszám: 49 752 Játékvezető: Pavel Královec (cseh) |

| 2016. június 19. 21:00 |

| Svájc | 0–0                   | Franciaország |
| ----- | --------------------- | ------------- |
|       | Jegyzőkönyv Részletek |               |

| Stade Pierre-Mauroy, Villeneuve-d’Ascq Nézőszám: 45 616 Játékvezető: Damir Skomina (szlovén) |

### B csoport
| Hely. | Csapat      | M | Gy | D | V | G+ | G– | Gk | P | Továbbjutás                                |
| ----- | ----------- | - | -- | - | - | -- | -- | -- | - | ------------------------------------------ |
| 1.    | Wales       | 3 | 2  | 0 | 1 | 6  | 3  | +3 | 6 | Továbbjutott az egyenes kieséses szakaszba |
| 2.    | Anglia      | 3 | 1  | 2 | 0 | 3  | 2  | +1 | 5 | Továbbjutott az egyenes kieséses szakaszba |
| 3.    | Szlovákia   | 3 | 1  | 1 | 1 | 3  | 3  | 0  | 4 | Továbbjutott az egyenes kieséses szakaszba |
| 4.    | Oroszország | 3 | 0  | 1 | 2 | 2  | 6  | −4 | 1 |                                            |

| 2016. június 11. 18:00 |

| Wales                    | 2–1                         | Szlovákia |
| ------------------------ | --------------------------- | --------- |
| Bale 10' Robson-Kanu 81' | (1–0) Jegyzőkönyv Részletek | Duda 61'  |

| Stade Bordeaux-Atlantique, Bordeaux Nézőszám: 37 831 Játékvezető: Svein Oddvar Moen (norvég) |

| 2016. június 11. 21:00 |

| Anglia   | 1–1                         | Oroszország      |
| -------- | --------------------------- | ---------------- |
| Dier 73' | (0–0) Jegyzőkönyv Részletek | Berezuckij 90+2' |

| Stade Vélodrome, Marseille Nézőszám: 62 343 Játékvezető: Nicola Rizzoli (olasz) |

| 2016. június 15. 15:00 |

| Oroszország  | 1–2                         | Szlovákia            |
| ------------ | --------------------------- | -------------------- |
| Glusakov 80' | (0–2) Jegyzőkönyv Részletek | Weiss 32' Hamšík 45' |

| Stade Pierre-Mauroy, Villeneuve-d’Ascq Nézőszám: 38 989 Játékvezető: Damir Skomina (szlovén) |

| 2016. június 16. 15:00 |

| Anglia                    | 2–1                         | Wales    |
| ------------------------- | --------------------------- | -------- |
| Vardy 56' Sturridge 90+2' | (0–1) Jegyzőkönyv Részletek | Bale 42' |

| Stade Félix-Bollaert, Lens Nézőszám: 34 033 Játékvezető: Felix Brych (német) |

| 2016. június 20. 21:00 |

| Oroszország | 0–3                         | Wales                          |
| ----------- | --------------------------- | ------------------------------ |
|             | (0–2) Jegyzőkönyv Részletek | Ramsey 11' Taylor 20' Bale 67' |

| Stadium Municipal, Toulouse Nézőszám: 28 840 Játékvezető: Jonas Eriksson (svéd) |

| 2016. június 20. 21:00 |

| Szlovákia | 0–0                   | Anglia |
| --------- | --------------------- | ------ |
|           | Jegyzőkönyv Részletek |        |

| Stade Geoffroy-Guichard, Saint-Étienne Nézőszám: 39 051 Játékvezető: Carlos Velasco Carballo (spanyol) |

### C csoport
| Hely. | Csapat         | M | Gy | D | V | G+ | G– | Gk | P | Továbbjutás                                |
| ----- | -------------- | - | -- | - | - | -- | -- | -- | - | ------------------------------------------ |
| 1.    | Németország    | 3 | 2  | 1 | 0 | 3  | 0  | +3 | 7 | Továbbjutott az egyenes kieséses szakaszba |
| 2.    | Lengyelország  | 3 | 2  | 1 | 0 | 2  | 0  | +2 | 7 | Továbbjutott az egyenes kieséses szakaszba |
| 3.    | Észak-Írország | 3 | 1  | 0 | 2 | 2  | 2  | 0  | 3 | Továbbjutott az egyenes kieséses szakaszba |
| 4.    | Ukrajna        | 3 | 0  | 0 | 3 | 0  | 5  | −5 | 0 |                                            |

1. 1 2  Az egymás elleni eredmény döntetlen (Németország 0–0 Lengyelország). Az összes gólkülönbség döntött.

| 2016. június 12. 18:00 |

| Lengyelország | 1–0                         | Észak-Írország |
| ------------- | --------------------------- | -------------- |
| Milik 51'     | (0–0) Jegyzőkönyv Részletek |                |

| Allianz Riviera, Nizza Nézőszám: 33 742 Játékvezető: Ovidiu Hațegan (román) |

| 2016. június 12. 21:00 |

| Németország                      | 2–0                         | Ukrajna |
| -------------------------------- | --------------------------- | ------- |
| Mustafi 19' Schweinsteiger 90+2' | (1–0) Jegyzőkönyv Részletek |         |

| Stade Pierre-Mauroy, Villeneuve-d’Ascq Nézőszám: 43 035 Játékvezető: Martin Atkinson (angol) |

| 2016. június 16. 18:00 |

| Ukrajna | 0–2                         | Észak-Írország           |
| ------- | --------------------------- | ------------------------ |
|         | (0–0) Jegyzőkönyv Részletek | McAuley 49' McGinn 90+6' |

| Stade des Lumières, Lyon Nézőszám: 51 043 Játékvezető: Pavel Královec (cseh) |

- Rossz időjárás miatt az 58. percben a mérkőzést félbeszakították, de rövid szünet után folytatták.

| 2016. június 16. 21:00 |

| Németország | 0–0                   | Lengyelország |
| ----------- | --------------------- | ------------- |
|             | Jegyzőkönyv Részletek |               |

| Stade de France, Saint-Denis Nézőszám: 73 648 Játékvezető: Björn Kuipers (holland) |

| 2016. június 21. 18:00 |

| Ukrajna | 0–1                         | Lengyelország      |
| ------- | --------------------------- | ------------------ |
|         | (0–0) Jegyzőkönyv Részletek | Błaszczykowski 54' |

| Stade Vélodrome, Marseille Nézőszám: 58 874 Játékvezető: Svein Oddvar Moen (norvég) |

| 2016. június 21. 18:00 |

| Észak-Írország | 0–1                         | Németország |
| -------------- | --------------------------- | ----------- |
|                | (0–1) Jegyzőkönyv Részletek | Gómez 30'   |

| Parc des Princes, Párizs Nézőszám: 44 125 Játékvezető: Clément Turpin (francia) |

### D csoport
| Hely. | Csapat        | M | Gy | D | V | G+ | G– | Gk | P | Továbbjutás                                |
| ----- | ------------- | - | -- | - | - | -- | -- | -- | - | ------------------------------------------ |
| 1.    | Horvátország  | 3 | 2  | 1 | 0 | 5  | 3  | +2 | 7 | Továbbjutott az egyenes kieséses szakaszba |
| 2.    | Spanyolország | 3 | 2  | 0 | 1 | 5  | 2  | +3 | 6 | Továbbjutott az egyenes kieséses szakaszba |
| 3.    | Törökország   | 3 | 1  | 0 | 2 | 2  | 4  | −2 | 3 |                                            |
| 4.    | Csehország    | 3 | 0  | 1 | 2 | 2  | 5  | −3 | 1 |                                            |

| 2016. június 12. 15:00 |

| Törökország | 0–1                         | Horvátország |
| ----------- | --------------------------- | ------------ |
|             | (0–1) Jegyzőkönyv Részletek | Modrić 41'   |

| Parc des Princes, Párizs Nézőszám: 43 842 Játékvezető: Jonas Eriksson (svéd) |

| 2016. június 13. 15:00 |

| Spanyolország | 1–0                         | Csehország |
| ------------- | --------------------------- | ---------- |
| Piqué 87'     | (0–0) Jegyzőkönyv Részletek |            |

| Stadium Municipal, Toulouse Nézőszám: 29 400 Játékvezető: Szymon Marciniak (lengyel) |

| 2016. június 17. 18:00 |

| Csehország                       | 2–2                         | Horvátország            |
| -------------------------------- | --------------------------- | ----------------------- |
| Škoda 76' Necid 90+4' (11-esből) | (0–1) Jegyzőkönyv Részletek | Perišić 37' Rakitić 59' |

| Stade Geoffroy-Guichard, Saint-Étienne Nézőszám: 38 376 Játékvezető: Mark Clattenburg (angol) |

| 2016. június 17. 21:00 |

| Spanyolország             | 3–0                         | Törökország |
| ------------------------- | --------------------------- | ----------- |
| Morata 34' 48' Nolito 37' | (2–0) Jegyzőkönyv Részletek |             |

| Allianz Riviera, Nizza Nézőszám: 33 409 Játékvezető: Milorad Mažić (szerb) |

| 2016. június 21. 21:00 |

| Csehország | 0–2                         | Törökország          |
| ---------- | --------------------------- | -------------------- |
|            | (0–1) Jegyzőkönyv Részletek | Yılmaz 10' Tufan 65' |

| Stade Félix-Bollaert, Lens Nézőszám: 32 836 Játékvezető: William Collum (skót) |

| 2016. június 21. 21:00 |

| Horvátország            | 2–1                         | Spanyolország |
| ----------------------- | --------------------------- | ------------- |
| Kalinić 45' Perišić 87' | (1–1) Jegyzőkönyv Részletek | Morata 7'     |

| Stade Bordeaux-Atlantique, Bordeaux Nézőszám: 37 245 Játékvezető: Björn Kuipers (holland) |

### E csoport
| Hely. | Csapat      | M | Gy | D | V | G+ | G– | Gk | P | Továbbjutás                                |
| ----- | ----------- | - | -- | - | - | -- | -- | -- | - | ------------------------------------------ |
| 1.    | Olaszország | 3 | 2  | 0 | 1 | 3  | 1  | +2 | 6 | Továbbjutott az egyenes kieséses szakaszba |
| 2.    | Belgium     | 3 | 2  | 0 | 1 | 4  | 2  | +2 | 6 | Továbbjutott az egyenes kieséses szakaszba |
| 3.    | Írország    | 3 | 1  | 1 | 1 | 2  | 4  | −2 | 4 | Továbbjutott az egyenes kieséses szakaszba |
| 4.    | Svédország  | 3 | 0  | 1 | 2 | 1  | 3  | −2 | 1 |                                            |

1. 1 2  Egymás elleni eredmény: Belgium 0–2 Olaszország.

| 2016. június 13. 18:00 |

| Írország     | 1–1                         | Svédország        |
| ------------ | --------------------------- | ----------------- |
| Hoolahan 48' | (0–0) Jegyzőkönyv Részletek | Clark 71' (öngól) |

| Stade de France, Saint-Denis Nézőszám: 73 419 Játékvezető: Milorad Mažić (szerb) |

| 2016. június 13. 21:00 |

| Belgium | 0–2                         | Olaszország                 |
| ------- | --------------------------- | --------------------------- |
|         | (0–1) Jegyzőkönyv Részletek | Giaccherini 32' Pellè 90+3' |

| Stade des Lumières, Lyon Nézőszám: 55 408 Játékvezető: Mark Clattenburg (angol) |

| 2016. június 17. 15:00 |

| Olaszország | 1–0                         | Svédország |
| ----------- | --------------------------- | ---------- |
| Éder 88'    | (0–0) Jegyzőkönyv Részletek |            |

| Stadium Municipal, Toulouse Nézőszám: 29 600 Játékvezető: Kassai Viktor (magyar) |

| 2016. június 18. 15:00 |

| Belgium                   | 3–0                         | Írország |
| ------------------------- | --------------------------- | -------- |
| Lukaku 48' 70' Witsel 61' | (0–0) Jegyzőkönyv Részletek |          |

| Stade Bordeaux-Atlantique, Bordeaux Nézőszám: 39 493 Játékvezető: Cüneyt Çakır (török) |

| 2016. június 22. 21:00 |

| Olaszország | 0–1                         | Írország  |
| ----------- | --------------------------- | --------- |
|             | (0–0) Jegyzőkönyv Részletek | Brady 85' |

| Stade Pierre-Mauroy, Villeneuve-d’Ascq Nézőszám: 44 268 Játékvezető: Ovidiu Hațegan (román) |

| 2016. június 22. 21:00 |

| Svédország | 0–1                         | Belgium        |
| ---------- | --------------------------- | -------------- |
|            | (0–0) Jegyzőkönyv Részletek | Nainggolan 84' |

| Allianz Riviera, Nizza Nézőszám: 34 011 Játékvezető: Felix Brych (német) |

### F csoport
| Hely. | Csapat       | M | Gy | D | V | G+ | G– | Gk | P | Továbbjutás                                |
| ----- | ------------ | - | -- | - | - | -- | -- | -- | - | ------------------------------------------ |
| 1.    | Magyarország | 3 | 1  | 2 | 0 | 6  | 4  | +2 | 5 | Továbbjutott az egyenes kieséses szakaszba |
| 2.    | Izland       | 3 | 1  | 2 | 0 | 4  | 3  | +1 | 5 | Továbbjutott az egyenes kieséses szakaszba |
| 3.    | Portugália   | 3 | 0  | 3 | 0 | 4  | 4  | 0  | 3 | Továbbjutott az egyenes kieséses szakaszba |
| 4.    | Ausztria     | 3 | 0  | 1 | 2 | 1  | 4  | −3 | 1 |                                            |

1. 1 2  Az egymás elleni eredmény döntetlen (Izland 1–1 Magyarország). Az összes gólkülönbség döntött.

| 2016. június 14. 18:00 |

| Ausztria          | 0–2                         | Magyarország           |
| ----------------- | --------------------------- | ---------------------- |
| Dragović 34′, 66′ | (0–0) Jegyzőkönyv Részletek | Szalai 62' Stieber 87' |

| Stade Bordeaux-Atlantique, Bordeaux Nézőszám: 34 424 Játékvezető: Clément Turpin (francia) |

| 2016. június 14. 21:00 |

| Portugália | 1–1                         | Izland           |
| ---------- | --------------------------- | ---------------- |
| Nani 31'   | (1–0) Jegyzőkönyv Részletek | B. Bjarnason 50' |

| Stade Geoffroy-Guichard, Saint-Étienne Nézőszám: 38 742 Játékvezető: Cüneyt Çakır (török) |

| 2016. június 18. 18:00 |

| Izland                       | 1–1                         | Magyarország          |
| ---------------------------- | --------------------------- | --------------------- |
| G. Sigurðsson 39' (11-esből) | (1–0) Jegyzőkönyv Részletek | Sævarsson 88' (öngól) |

| Stade Vélodrome, Marseille Nézőszám: 60 842 Játékvezető: Szergej Karaszjov (orosz) |

| 2016. június 18. 21:00 |

| Portugália | 0–0                   | Ausztria |
| ---------- | --------------------- | -------- |
|            | Jegyzőkönyv Részletek |          |

| Parc des Princes, Párizs Nézőszám: 44 291 Játékvezető: Nicola Rizzoli (olasz) |

| 2016. június 22. 18:00 |

| Izland                          | 2–1                         | Ausztria   |
| ------------------------------- | --------------------------- | ---------- |
| Böðvarsson 18' Traustason 90+4' | (1–0) Jegyzőkönyv Részletek | Schöpf 60' |

| Stade de France, Saint-Denis Nézőszám: 68 714 Játékvezető: Szymon Marciniak (lengyel) |

| 2016. június 22. 18:00 |

| Magyarország               | 3–3                         | Portugália               |
| -------------------------- | --------------------------- | ------------------------ |
| Gera 19' Dzsudzsák 47' 55' | (1–1) Jegyzőkönyv Részletek | Nani 42' Ronaldo 50' 62' |

| Stade des Lumières, Lyon Nézőszám: 55 514 Játékvezető: Martin Atkinson (angol) |

### Harmadik helyezett csapatok sorrendje
| Hely. | Cs | Csapat         | M | Gy | D | V | G+ | G– | Gk | P | Továbbjutás                                |
| ----- | -- | -------------- | - | -- | - | - | -- | -- | -- | - | ------------------------------------------ |
| 1.    | B  | Szlovákia      | 3 | 1  | 1 | 1 | 3  | 3  | 0  | 4 | Továbbjutott az egyenes kieséses szakaszba |
| 2.    | E  | Írország       | 3 | 1  | 1 | 1 | 2  | 4  | −2 | 4 | Továbbjutott az egyenes kieséses szakaszba |
| 3.    | F  | Portugália     | 3 | 0  | 3 | 0 | 4  | 4  | 0  | 3 | Továbbjutott az egyenes kieséses szakaszba |
| 4.    | C  | Észak-Írország | 3 | 1  | 0 | 2 | 2  | 2  | 0  | 3 | Továbbjutott az egyenes kieséses szakaszba |
| 5.    | D  | Törökország    | 3 | 1  | 0 | 2 | 2  | 4  | −2 | 3 |                                            |
| 6.    | A  | Albánia        | 3 | 1  | 0 | 2 | 1  | 3  | −2 | 3 |                                            |

## Egyenes kieséses szakasz

### Formátum
A nyolcaddöntőben a következő párosításokban játszottak a csapatok:
- 1. mérkőzés: A csoport 2. helyezett – C csoport 2. helyezett
- 2. mérkőzés: D csoport győztese – B/E/F csoport 3. helyezett
- 3. mérkőzés: B csoport győztese – A/C/D csoport 3. helyezett
- 4. mérkőzés: F csoport győztese – E csoport 2. helyezett
- 5. mérkőzés: C csoport győztese – A/B/F csoport 3. helyezett
- 6. mérkőzés: E csoport győztese – D csoport 2. helyezett
- 7. mérkőzés: A csoport győztese – C/D/E csoport 3. helyezett
- 8. mérkőzés: B csoport 2. helyezett – F csoport 2. helyezett

A harmadik helyezettekkel történő párosítás attól függött, hogy mely csoportok harmadik helyezettjei jutottak tovább. A következő táblázat a lehetséges párosításokat mutatja:
| Négy legjobb harmadik | A csoport győztese     | B csoport győztese     | C csoport győztese     | D csoport győztese     |
| --------------------- | ---------------------- | ---------------------- | ---------------------- | ---------------------- |
| A B C D               | C csoport 3. helyezett | D csoport 3. helyezett | A csoport 3. helyezett | B csoport 3. helyezett |
| A B C E               | C csoport 3. helyezett | A csoport 3. helyezett | B csoport 3. helyezett | E csoport 3. helyezett |
| A B C F               | C csoport 3. helyezett | A csoport 3. helyezett | B csoport 3. helyezett | F csoport 3. helyezett |
| A B D E               | D csoport 3. helyezett | A csoport 3. helyezett | B csoport 3. helyezett | E csoport 3. helyezett |
| A B D F               | D csoport 3. helyezett | A csoport 3. helyezett | B csoport 3. helyezett | F csoport 3. helyezett |
| A B E F               | E csoport 3. helyezett | A csoport 3. helyezett | B csoport 3. helyezett | F csoport 3. helyezett |
| A C D E               | C csoport 3. helyezett | D csoport 3. helyezett | A csoport 3. helyezett | E csoport 3. helyezett |
| A C D F               | C csoport 3. helyezett | D csoport 3. helyezett | A csoport 3. helyezett | F csoport 3. helyezett |
| A C E F               | C csoport 3. helyezett | A csoport 3. helyezett | F csoport 3. helyezett | E csoport 3. helyezett |
| A D E F               | D csoport 3. helyezett | A csoport 3. helyezett | F csoport 3. helyezett | E csoport 3. helyezett |
| B C D E               | C csoport 3. helyezett | D csoport 3. helyezett | B csoport 3. helyezett | E csoport 3. helyezett |
| B C D F               | C csoport 3. helyezett | D csoport 3. helyezett | B csoport 3. helyezett | F csoport 3. helyezett |
| B C E F               | E csoport 3. helyezett | C csoport 3. helyezett | B csoport 3. helyezett | F csoport 3. helyezett |
| B D E F               | E csoport 3. helyezett | D csoport 3. helyezett | B csoport 3. helyezett | F csoport 3. helyezett |
| C D E F               | C csoport 3. helyezett | D csoport 3. helyezett | F csoport 3. helyezett | E csoport 3. helyezett |

Negyeddöntők párosításai:
- 1. negyeddöntő: 1. nyolcaddöntő győztese – 2. nyolcaddöntő győztese
- 2. negyeddöntő: 3. nyolcaddöntő győztese – 4. nyolcaddöntő győztese
- 3. negyeddöntő: 5. nyolcaddöntő győztese – 6. nyolcaddöntő győztese
- 4. negyeddöntő: 7. nyolcaddöntő győztese – 8. nyolcaddöntő győztese

Elődöntők párosításai:
- 1. elődöntő: 1. negyeddöntő győztese – 2. negyeddöntő győztese
- 2. elődöntő: 3. negyeddöntő győztese – 4. negyeddöntő győztese

Döntő párosítása: 1. elődöntő győztese – 2. elődöntő győztese
A harmadik helyért nem játszottak mérkőzést.

### Ágrajz
|  |                                     |                |                              |                        |       |               |                          |              |  |  |           |           |           |  |  |       |       |       |
|  | Nyolcaddöntők                       | Nyolcaddöntők  | Nyolcaddöntők                |                        |       | Negyeddöntők  | Negyeddöntők             | Negyeddöntők |  |  | Elődöntők | Elődöntők | Elődöntők |  |  | Döntő | Döntő | Döntő |
|  | Nyolcaddöntők                       | Nyolcaddöntők  | Nyolcaddöntők                |                        |       | Negyeddöntők  | Negyeddöntők             | Negyeddöntők |  |  | Elődöntők | Elődöntők | Elődöntők |  |  | Döntő | Döntő | Döntő |
|  | június 25. 15:00 – Saint-Étienne    |                |                              |                        |       |               |                          |              |  |  |           |           |           |  |  |       |       |       |
|  |                                     |                |                              |                        |       |               |                          |              |  |  |           |           |           |  |  |       |       |       |
|  | A2                                  | Svájc          | 1 (4)                        |                        |       |               |                          |              |  |  |           |           |           |  |  |       |       |       |
|  | A2                                  | Svájc          | 1 (4)                        | június 30. – Marseille |       |               |                          |              |  |  |           |           |           |  |  |       |       |       |
|  | C2                                  | Lengyelország  | 1 (5)                        |                        |       |               |                          |              |  |  |           |           |           |  |  |       |       |       |
|  | C2                                  | Lengyelország  | 1 (5)                        |                        |       | Lengyelország | Lengyelország            | 1 (3)        |  |  |           |           |           |  |  |       |       |       |
|  | június 25. 21:00 – Lens             |                |                              |                        |       | Lengyelország | Lengyelország            | 1 (3)        |  |  |           |           |           |  |  |       |       |       |
|  |                                     |                | Portugália                   | Portugália             | 1 (5) |               |                          |              |  |  |           |           |           |  |  |       |       |       |
|  | D1                                  | Horvátország   | Portugália                   | Portugália             | 1 (5) | 0             |                          |              |  |  |           |           |           |  |  |       |       |       |
|  | D1                                  | Horvátország   |                              |                        |       | 0             | július 6. – Lyon         |              |  |  |           |           |           |  |  |       |       |       |
|  | BEF3                                | Portugália     | 1                            |                        |       |               |                          |              |  |  |           |           |           |  |  |       |       |       |
|  | BEF3                                | Portugália     | 1                            |                        |       | Portugália    | Portugália               | 2            |  |  |           |           |           |  |  |       |       |       |
|  | június 25. 18:00 – Párizs           |                |                              |                        |       | Portugália    | Portugália               | 2            |  |  |           |           |           |  |  |       |       |       |
|  |                                     |                | Wales                        | Wales                  | 0     |               |                          |              |  |  |           |           |           |  |  |       |       |       |
|  | B1                                  | Wales          | Wales                        | Wales                  | 0     | 1             |                          |              |  |  |           |           |           |  |  |       |       |       |
|  | B1                                  | Wales          | július 1. – Villeneuve-dAscq |                        |       | 1             |                          |              |  |  |           |           |           |  |  |       |       |       |
|  | ACD3                                | Észak-Írország | 0                            |                        |       |               |                          |              |  |  |           |           |           |  |  |       |       |       |
|  | ACD3                                | Észak-Írország | 0                            |                        |       | Wales         | Wales                    | 3            |  |  |           |           |           |  |  |       |       |       |
|  | június 26. 21:00 – Toulouse         |                |                              |                        |       | Wales         | Wales                    | 3            |  |  |           |           |           |  |  |       |       |       |
|  |                                     |                | Belgium                      | Belgium                | 1     |               |                          |              |  |  |           |           |           |  |  |       |       |       |
|  | F1                                  | Magyarország   | Belgium                      | Belgium                | 1     | 0             |                          |              |  |  |           |           |           |  |  |       |       |       |
|  | F1                                  | Magyarország   |                              |                        |       | 0             | július 10. – Saint-Denis |              |  |  |           |           |           |  |  |       |       |       |
|  | E2                                  | Belgium        | 4                            |                        |       |               |                          |              |  |  |           |           |           |  |  |       |       |       |
|  | E2                                  | Belgium        | 4                            |                        |       | Portugália    | Portugália               | 1            |  |  |           |           |           |  |  |       |       |       |
|  | június 26. 18:00 – Villeneuve-dAscq |                |                              |                        |       | Portugália    | Portugália               | 1            |  |  |           |           |           |  |  |       |       |       |
|  |                                     |                | Franciaország                | Franciaország          | 0     |               |                          |              |  |  |           |           |           |  |  |       |       |       |
|  | C1                                  | Németország    | Franciaország                | Franciaország          | 0     | 3             |                          |              |  |  |           |           |           |  |  |       |       |       |
|  | C1                                  | Németország    | július 2. – Bordeaux         |                        |       | 3             |                          |              |  |  |           |           |           |  |  |       |       |       |
|  | ABF3                                | Szlovákia      | 0                            |                        |       |               |                          |              |  |  |           |           |           |  |  |       |       |       |
|  | ABF3                                | Szlovákia      | 0                            |                        |       | Németország   | Németország              | 1 (6)        |  |  |           |           |           |  |  |       |       |       |
|  | június 27. 18:00 – Saint-Denis      |                |                              |                        |       | Németország   | Németország              | 1 (6)        |  |  |           |           |           |  |  |       |       |       |
|  |                                     |                | Olaszország                  | Olaszország            | 1 (5) |               |                          |              |  |  |           |           |           |  |  |       |       |       |
|  | E1                                  | Olaszország    | Olaszország                  | Olaszország            | 1 (5) | 2             |                          |              |  |  |           |           |           |  |  |       |       |       |
|  | E1                                  | Olaszország    |                              |                        |       | 2             | július 7. – Marseille    |              |  |  |           |           |           |  |  |       |       |       |
|  | D2                                  | Spanyolország  | 0                            |                        |       |               |                          |              |  |  |           |           |           |  |  |       |       |       |
|  | D2                                  | Spanyolország  | 0                            |                        |       | Németország   | Németország              | 0            |  |  |           |           |           |  |  |       |       |       |
|  | június 26. 15:00 – Lyon             |                |                              |                        |       | Németország   | Németország              | 0            |  |  |           |           |           |  |  |       |       |       |
|  |                                     |                | Franciaország                | Franciaország          | 2     |               |                          |              |  |  |           |           |           |  |  |       |       |       |
|  | A1                                  | Franciaország  | Franciaország                | Franciaország          | 2     | 2             |                          |              |  |  |           |           |           |  |  |       |       |       |
|  | A1                                  | Franciaország  | július 3. – Saint-Denis      |                        |       | 2             |                          |              |  |  |           |           |           |  |  |       |       |       |
|  | CDE3                                | Írország       | 1                            |                        |       |               |                          |              |  |  |           |           |           |  |  |       |       |       |
|  | CDE3                                | Írország       | 1                            |                        |       | Franciaország | Franciaország            | 5            |  |  |           |           |           |  |  |       |       |       |
|  | június 27. 21:00 – Nizza            |                |                              |                        |       | Franciaország | Franciaország            | 5            |  |  |           |           |           |  |  |       |       |       |
|  |                                     |                | Izland                       | Izland                 | 2     |               |                          |              |  |  |           |           |           |  |  |       |       |       |
|  | B2                                  | Anglia         | Izland                       | Izland                 | 2     | 1             |                          |              |  |  |           |           |           |  |  |       |       |       |
|  | B2                                  | Anglia         |                              |                        |       |               |                          |              |  |  |           |           |           |  |  |       |       |       |
|  | F2                                  | Izland         | 2                            |                        |       |               |                          |              |  |  |           |           |           |  |  |       |       |       |
|  | F2                                  | Izland         | 2                            |                        |       |               |                          |              |  |  |           |           |           |  |  |       |       |       |
|  |                                     |                |                              |                        |       |               |                          |              |  |  |           |           |           |  |  |       |       |       |

### Nyolcaddöntők
| 2016. június 25. 15:00 |

| Svájc                                      | 1–1 (h. u.)                           | Lengyelország                                    |
| ------------------------------------------ | ------------------------------------- | ------------------------------------------------ |
| Shaqiri 82'                                | (0–1, 1–1, 1–1) Jegyzőkönyv Részletek | Błaszczykowski 39'                               |
| Büntetőpárbaj                              |                                       |                                                  |
| Lichtsteiner Xhaka Shaqiri Schär Rodríguez | 4–5                                   | Lewandowski Milik Glik Błaszczykowski Krychowiak |

| Stade Geoffroy-Guichard, Saint-Étienne Nézőszám: 38 842 Játékvezető: Mark Clattenburg (angol) |

| 2016. június 25. 18:00 |

| Wales               | 1–0                         | Észak-Írország |
| ------------------- | --------------------------- | -------------- |
| McAuley 75' (öngól) | (0–0) Jegyzőkönyv Részletek |                |

| Parc des Princes, Párizs Nézőszám: 44 342 Játékvezető: Martin Atkinson (angol) |

| 2016. június 25. 21:00 |

| Horvátország | 0–1 (h. u.)                           | Portugália    |
| ------------ | ------------------------------------- | ------------- |
|              | (0–0, 0–0, 0–0) Jegyzőkönyv Részletek | Quaresma 117' |

| Stade Félix-Bollaert, Lens Nézőszám: 33 523 Játékvezető: Carlos Velasco Carballo (spanyol) |

| 2016. június 26. 15:00 |

| Franciaország     | 2–1                         | Írország                      |
| ----------------- | --------------------------- | ----------------------------- |
| Griezmann 58' 61' | (0–1) Jegyzőkönyv Részletek | Brady 3' (11-esből) Duffy 66′ |

| Stade des Lumières, Lyon Nézőszám: 56 279 Játékvezető: Nicola Rizzoli (olasz) |

| 2016. június 26. 18:00 |

| Németország                      | 3–0                         | Szlovákia |
| -------------------------------- | --------------------------- | --------- |
| Boateng 8' Gómez 43' Draxler 63' | (2–0) Jegyzőkönyv Részletek |           |

| Stade Pierre-Mauroy, Villeneuve-d’Ascq Nézőszám: 44 312 Játékvezető: Szymon Marciniak (lengyel) |

| 2016. június 26. 21:00 |

| Magyarország | 0–4                         | Belgium                                                  |
| ------------ | --------------------------- | -------------------------------------------------------- |
|              | (0–1) Jegyzőkönyv Részletek | Alderweireld 10' Batshuayi 78' Hazard 80' Carrasco 90+1' |

| Stadium Municipal, Toulouse Nézőszám: 38 921 Játékvezető: Milorad Mažić (szerb) |

| 2016. június 27. 18:00 |

| Olaszország               | 2–0                         | Spanyolország |
| ------------------------- | --------------------------- | ------------- |
| Chiellini 33' Pellè 90+1' | (1–0) Jegyzőkönyv Részletek |               |

| Stade de France, Saint-Denis Nézőszám: 76 165 Játékvezető: Cüneyt Çakır (török) |

| 2016. június 27. 21:00 |

| Anglia               | 1–2                         | Izland                          |
| -------------------- | --------------------------- | ------------------------------- |
| Rooney 4' (11-esből) | (1–2) Jegyzőkönyv Részletek | R. Sigurðsson 6' Sigþórsson 18' |

| Allianz Riviera, Nizza Nézőszám: 33 901 Játékvezető: Damir Skomina (szlovén) |

### Negyeddöntők
| 2016. június 30. 21:00 |

| Lengyelország                         | 1–1 (h. u.)                           | Portugália                             |
| ------------------------------------- | ------------------------------------- | -------------------------------------- |
| Lewandowski 2'                        | (1–1, 1–1, 1–1) Jegyzőkönyv Részletek | Sanches 33'                            |
| Büntetőpárbaj                         |                                       |                                        |
| Lewandowski Milik Glik Błaszczykowski | 3–5                                   | Ronaldo Sanches Moutinho Nani Quaresma |

| Stade Vélodrome, Marseille Nézőszám: 62 940 Játékvezető: Felix Brych (német) |

| 2016. július 1. 21:00 |

| Wales                                     | 3–1                         | Belgium        |
| ----------------------------------------- | --------------------------- | -------------- |
| A. Williams 31' Robson-Kanu 55' Vokes 86' | (1–1) Jegyzőkönyv Részletek | Nainggolan 13' |

| Stade Pierre-Mauroy, Villeneuve-d’Ascq Nézőszám: 45 936 Játékvezető: Damir Skomina (szlovén) |

| 2016. július 2. 21:00 |

| Németország                                                             | 1–1 (h. u.)                           | Olaszország                                                               |
| ----------------------------------------------------------------------- | ------------------------------------- | ------------------------------------------------------------------------- |
| Özil 65'                                                                | (0–0, 1–1, 1–1) Jegyzőkönyv Részletek | Bonucci 78' (11-esből)                                                    |
| Büntetőpárbaj                                                           |                                       |                                                                           |
| Kroos Müller Özil Draxler Schweinsteiger Hummels Kimmich Boateng Hector | 6–5                                   | Insigne Zaza Barzagli Pellè Bonucci Giaccherini Parolo De Sciglio Darmian |

| Stade Bordeaux-Atlantique, Bordeaux Nézőszám: 38 764 Játékvezető: Kassai Viktor (magyar) |

| 2016. július 3. 21:00 |

| Franciaország                                    | 5–2                         | Izland                          |
| ------------------------------------------------ | --------------------------- | ------------------------------- |
| Giroud 12' 59' Pogba 20' Payet 43' Griezmann 45' | (4–0) Jegyzőkönyv Részletek | Sigþórsson 56' B. Bjarnason 84' |

| Stade de France, Saint-Denis Nézőszám: 76 833 Játékvezető: Björn Kuipers (holland) |

### Elődöntők
| 2016. július 6. 21:00 |

| Portugália           | 2–0                         | Wales |
| -------------------- | --------------------------- | ----- |
| Ronaldo 50' Nani 53' | (0–0) Jegyzőkönyv Részletek |       |

| Stade des Lumières, Lyon Nézőszám: 55 679 Játékvezető: Jonas Eriksson (svéd) |

| 2016. július 7. 21:00 |

| Németország | 0–2                         | Franciaország                  |
| ----------- | --------------------------- | ------------------------------ |
|             | (0–1) Jegyzőkönyv Részletek | Griezmann 45+2' (11-esből) 72' |

| Stade Vélodrome, Marseille Nézőszám: 64 078 Játékvezető: Nicola Rizzoli (olasz) |

### Döntő
| 2016. július 10. 21:00 |

| Portugália | 1–0 (h. u.)                 | Franciaország |
| ---------- | --------------------------- | ------------- |
| Éder 109'  | (0–0, 0–0, 0–0) Jegyzőkönyv |               |

| Stade de France, Saint-Denis Nézőszám: 75 868 Játékvezető: Mark Clattenburg (angol) |

| A 2016-os labdarúgó-Európa-bajnokság győztese |
| · Portugália · 1. cím                         |

## Statisztika

### Gólszerzők
Sorrend: gólok száma, ország, játékosnév.
Forrás: UEFA
6 gólos
- Antoine Griezmann

3 gólos
- Olivier Giroud
- Dimitri Payet
- Nani
- Cristiano Ronaldo
- Álvaro Morata
- Gareth Bale

2 gólos
- Romelu Lukaku
- Radja Nainggolan
- Ivan Perišić
- Robbie Brady
- Birkir Bjarnason
- Kolbeinn Sigþórsson
- Jakub Błaszczykowski
- Dzsudzsák Balázs
- Mario Gómez
- Graziano Pellè
- Bogdan Stancu
- Hal Robson-Kanu

1 gólos
- Armando Sadiku
- Eric Dier
- Wayne Rooney
- Daniel Sturridge
- Jamie Vardy
- Alessandro Schöpf
- Toby Alderweireld
- Michy Batshuayi
- Yannick Carrasco
- Eden Hazard
- Axel Witsel
- Tomáš Necid
- Milan Škoda
- Gareth McAuley
- Niall McGinn
- Paul Pogba
- Nikola Kalinić
- Luka Modrić
- Ivan Rakitić
- Wes Hoolahan
- Jón Daði Böðvarsson
- Gylfi Sigurðsson
- Ragnar Sigurðsson
- Arnór Ingvi Traustason
- Robert Lewandowski
- Arkadiusz Milik
- Gera Zoltán
- Stieber Zoltán
- Szalai Ádám
- Jérôme Boateng
- Julian Draxler
- Shkodran Mustafi
- Mesut Özil
- Bastian Schweinsteiger
- Leonardo Bonucci
- Giorgio Chiellini
- Éder
- Emanuele Giaccherini
- Vaszilij Berezuckij
- Gyenyisz Glusakov
- Éder
- Ricardo Quaresma
- Renato Sanches
- Nolito
- Gerard Piqué
- Admir Mehmedi
- Fabian Schär
- Xherdan Shaqiri
- Ondrej Duda
- Marek Hamšík
- Vladimír Weiss
- Ozan Tufan
- Burak Yılmaz
- Aaron Ramsey
- Neil Taylor
- Sam Vokes
- Ashley Williams

1 öngólos
- Gareth McAuley (Wales ellen)
- Ciaran Clark (Svédország ellen)
- Birkir Már Sævarsson (Magyarország ellen)

### Gólpasszok
Forrás: UEFA
4 gólpassz
- Aaron Ramsey
- Eden Hazard

3 gólpassz
- Cristiano Ronaldo

2 gólpassz
- Kevin De Bruyne
- Olivier Giroud
- Antoine Griezmann
- Dimitri Payet
- Kári Árnason
- Kamil Grosicki

1 gólpassz
- Ledian Memushaj
- Dele Alli
- David Alaba
- Thomas Meunier
- Radja Nainggolan
- Tomáš Rosický
- Oliver Norwood
- Stuart Dallas
- Matteo Darmian
- André-Pierre Gignac
- N’Golo Kanté
- Blaise Matuidi
- Adil Rami
- Bacary Sagna
- Marcelo Brozović
- Nikola Kalinić
- Ivan Perišić
- Séamus Coleman
- Wes Hoolahan
- Elmar Bjarnason
- Jón Daði Böðvarsson
- Jóhann Berg Guðmundsson
- Gylfi Sigurðsson
- Ari Freyr Skúlason
- Jakub Błaszczykowski
- Arkadiusz Milik
- Kleinheisler László
- Nikolics Nemanja
- Priskin Tamás
- Julian Draxler
- Jonas Hector
- Toni Kroos
- Thomas Müller
- Mesut Özil
- Leonardo Bonucci
- Antonio Candreva
- Emanuele Giaccherini
- Simone Zaza
- Oleg Satov
- Georgij Scsennyikov
- Raphaël Guerreiro
- Nani
- Ricardo Quaresma
- João Mário
- Jordi Alba
- Cesc Fàbregas
- André Gomes
- Andrés Iniesta
- Nolito
- Eren Derdiyok
- Xherdan Shaqiri
- Zlatan Ibrahimović
- Marek Hamšík
- Róbert Mak
- Vladimír Weiss
- Emre Mor
- Mehmet Topal
- Joe Allen
- Gareth Bale
- Chris Gunter

### Lapok
Az a játékos, akit valamelyik mérkőzésen kiállítottak, vagy két különböző mérkőzésen egy-egy sárga lapot kapott, az a soron következő egy mérkőzésre szóló automatikus eltiltást kapott. A sárga lapokat a negyeddöntőket követően törölték. Amelyik játékos a negyeddöntőt megelőző valamelyik mérkőzésen és a negyeddöntőben kapott egy-egy sárga lapot, valamint ha a negyeddöntőben kiállították, az nem játszhatott az elődöntőben. Az Eb befejezése után a sárga lapokat törölték.
Az alábbi táblázatban találhatók azok a játékosok, akik sárga vagy piros lapot kaptak.
Alapvető sorrend:
- kiállítások száma (csökkenő);
- második sárga lap miatti kiállítások száma (csökkenő);
- sárga lapok száma (csökkenő);
- országnév;
- játékosnév.

| Játékos                 | Ország         | kiállítva | sárga lap · 2. sárga lap · kiállítva | Sárga lap | Összesen |
| ----------------------- | -------------- | --------- | ------------------------------------ | --------- | -------- |
| Shane Duffy             | Írország       | 1         |                                      |           | 1        |
| Lorik Cana              | Albánia        |           | 1                                    |           | 1        |
| Aleksandar Dragović     | Ausztria       |           | 1                                    |           | 1        |
| N’Golo Kanté            | Franciaország  |           |                                      | 3         | 3        |
| Bartosz Kapustka        | Lengyelország  |           |                                      | 3         | 3        |
| William Carvalho        | Portugália     |           |                                      | 3         | 3        |
| Burim Kukeli            | Albánia        |           |                                      | 2         | 2        |
| Marouane Fellaini       | Belgium        |           |                                      | 2         | 2        |
| Thomas Vermaelen        | Belgium        |           |                                      | 2         | 2        |
| Stuart Dallas           | Észak-Írország |           |                                      | 2         | 2        |
| Adil Rami               | Franciaország  |           |                                      | 2         | 2        |
| Samuel Umtiti           | Franciaország  |           |                                      | 2         | 2        |
| Jeff Hendrick           | Írország       |           |                                      | 2         | 2        |
| Shane Long              | Írország       |           |                                      | 2         | 2        |
| Alfreð Finnbogason      | Izland         |           |                                      | 2         | 2        |
| Birkir Bjarnason        | Izland         |           |                                      | 2         | 2        |
| Artur Jędrzejczyk       | Lengyelország  |           |                                      | 2         | 2        |
| Mats Hummels            | Németország    |           |                                      | 2         | 2        |
| Bastian Schweinsteiger  | Németország    |           |                                      | 2         | 2        |
| Mesut Özil              | Németország    |           |                                      | 2         | 2        |
| Kádár Tamás             | Magyarország   |           |                                      | 2         | 2        |
| Graziano Pellè          | Olaszország    |           |                                      | 2         | 2        |
| Thiago Motta            | Olaszország    |           |                                      | 2         | 2        |
| Mattia De Sciglio       | Olaszország    |           |                                      | 2         | 2        |
| Juraj Kucka             | Szlovákia      |           |                                      | 2         | 2        |
| Martin Škrtel           | Szlovákia      |           |                                      | 2         | 2        |
| Fabian Schär            | Svájc          |           |                                      | 2         | 2        |
| Hakan Balta             | Törökország    |           |                                      | 2         | 2        |
| Ben Davies              | Wales          |           |                                      | 2         | 2        |
| James Chester           | Wales          |           |                                      | 2         | 2        |
| Aaron Ramsey            | Wales          |           |                                      | 1         | 1        |
| Amir Abrashi            | Albánia        |           |                                      | 1         | 1        |
| Migjen Basha            | Albánia        |           |                                      | 1         | 1        |
| Elseid Hysaj            | Albánia        |           |                                      | 1         | 1        |
| Ergys Kaçe              | Albánia        |           |                                      | 1         | 1        |
| Mërgim Mavraj           | Albánia        |           |                                      | 1         | 1        |
| Ryan Bertrand           | Anglia         |           |                                      | 1         | 1        |
| Gary Cahill             | Anglia         |           |                                      | 1         | 1        |
| Daniel Sturridge        | Anglia         |           |                                      | 1         | 1        |
| Christian Fuchs         | Ausztria       |           |                                      | 1         | 1        |
| Martin Harnik           | Ausztria       |           |                                      | 1         | 1        |
| Martin Hinteregger      | Ausztria       |           |                                      | 1         | 1        |
| Alessandro Schöpf       | Ausztria       |           |                                      | 1         | 1        |
| Michy Batshuayi         | Belgium        |           |                                      | 1         | 1        |
| Thomas Meunier          | Belgium        |           |                                      | 1         | 1        |
| Toby Alderweireld       | Belgium        |           |                                      | 1         | 1        |
| Jan Vertonghen          | Belgium        |           |                                      | 1         | 1        |
| Axel Witsel             | Belgium        |           |                                      | 1         | 1        |
| David Limberský         | Csehország     |           |                                      | 1         | 1        |
| David Pavelka           | Csehország     |           |                                      | 1         | 1        |
| Tomáš Sivok             | Csehország     |           |                                      | 1         | 1        |
| Josef Šural             | Csehország     |           |                                      | 1         | 1        |
| Craig Cathcart          | Észak-Írország |           |                                      | 1         | 1        |
| Steven Davis            | Észak-Írország |           |                                      | 1         | 1        |
| Jonny Evans             | Észak-Írország |           |                                      | 1         | 1        |
| Jamie Ward              | Észak-Írország |           |                                      | 1         | 1        |
| Patrice Evra            | Franciaország  |           |                                      | 1         | 1        |
| Laurent Koscielny       | Franciaország  |           |                                      | 1         | 1        |
| Blaise Matuidi          | Franciaország  |           |                                      | 1         | 1        |
| Milan Badelj            | Horvátország   |           |                                      | 1         | 1        |
| Marcelo Brozović        | Horvátország   |           |                                      | 1         | 1        |
| Ivan Perišić            | Horvátország   |           |                                      | 1         | 1        |
| Marko Rog               | Horvátország   |           |                                      | 1         | 1        |
| Darijo Srna             | Horvátország   |           |                                      | 1         | 1        |
| Ivan Strinić            | Horvátország   |           |                                      | 1         | 1        |
| Domagoj Vida            | Horvátország   |           |                                      | 1         | 1        |
| Šime Vrsaljko           | Horvátország   |           |                                      | 1         | 1        |
| Séamus Coleman          | Írország       |           |                                      | 1         | 1        |
| James McCarthy          | Írország       |           |                                      | 1         | 1        |
| Stephen Ward            | Írország       |           |                                      | 1         | 1        |
| Glenn Whelan            | Írország       |           |                                      | 1         | 1        |
| Jóhann Berg Guðmundsson | Izland         |           |                                      | 1         | 1        |
| Aron Gunnarsson         | Izland         |           |                                      | 1         | 1        |
| Gylfi Sigurðsson        | Izland         |           |                                      | 1         | 1        |
| Birkir Már Sævarsson    | Izland         |           |                                      | 1         | 1        |
| Ari Freyr Skúlason      | Izland         |           |                                      | 1         | 1        |
| Kamil Glik              | Lengyelország  |           |                                      | 1         | 1        |
| Kamil Grosicki          | Lengyelország  |           |                                      | 1         | 1        |
| Krzysztof Mączyński     | Lengyelország  |           |                                      | 1         | 1        |
| Michał Pazdan           | Lengyelország  |           |                                      | 1         | 1        |
| Sławomir Peszko         | Lengyelország  |           |                                      | 1         | 1        |
| Łukasz Piszczek         | Lengyelország  |           |                                      | 1         | 1        |
| Dzsudzsák Balázs        | Magyarország   |           |                                      | 1         | 1        |
| Elek Ákos               | Magyarország   |           |                                      | 1         | 1        |
| Gera Zoltán             | Magyarország   |           |                                      | 1         | 1        |
| Guzmics Richárd         | Magyarország   |           |                                      | 1         | 1        |
| Juhász Roland           | Magyarország   |           |                                      | 1         | 1        |
| Kleinheisler László     | Magyarország   |           |                                      | 1         | 1        |
| Lang Ádám               | Magyarország   |           |                                      | 1         | 1        |
| Nagy Ádám               | Magyarország   |           |                                      | 1         | 1        |
| Németh Krisztián        | Magyarország   |           |                                      | 1         | 1        |
| Szalai Ádám             | Magyarország   |           |                                      | 1         | 1        |
| Jérôme Boateng          | Németország    |           |                                      | 1         | 1        |
| Emre Can                | Németország    |           |                                      | 1         | 1        |
| Julian Draxler          | Németország    |           |                                      | 1         | 1        |
| Sami Khedira            | Németország    |           |                                      | 1         | 1        |
| Joshua Kimmich          | Németország    |           |                                      | 1         | 1        |
| Andrea Barzagli         | Olaszország    |           |                                      | 1         | 1        |
| Leonardo Bonucci        | Olaszország    |           |                                      | 1         | 1        |
| Gianluigi Buffon        | Olaszország    |           |                                      | 1         | 1        |
| Giorgio Chiellini       | Olaszország    |           |                                      | 1         | 1        |
| Daniele De Rossi        | Olaszország    |           |                                      | 1         | 1        |
| Emanuele Giaccherini    | Olaszország    |           |                                      | 1         | 1        |
| Stefano Sturaro         | Olaszország    |           |                                      | 1         | 1        |
| Éder Martins            | Olaszország    |           |                                      | 1         | 1        |
| Lorenzo Insigne         | Olaszország    |           |                                      | 1         | 1        |
| Marco Parolo            | Olaszország    |           |                                      | 1         | 1        |
| Salvatore Sirigu        | Olaszország    |           |                                      | 1         | 1        |
| Simone Zaza             | Olaszország    |           |                                      | 1         | 1        |
| Pavel Mamajev           | Oroszország    |           |                                      | 1         | 1        |
| Georgij Scsennyikov     | Oroszország    |           |                                      | 1         | 1        |
| Bruno Alves             | Portugália     |           |                                      | 1         | 1        |
| Cédric                  | Portugália     |           |                                      | 1         | 1        |
| Raphaël Guerreiro       | Portugália     |           |                                      | 1         | 1        |
| Cristiano Ronaldo       | Portugália     |           |                                      | 1         | 1        |
| Adrien Silva            | Portugália     |           |                                      | 1         | 1        |
| Rui Patrício            | Portugália     |           |                                      | 1         | 1        |
| Paul Pogba              | Portugália     |           |                                      | 1         | 1        |
| Pepe                    | Portugália     |           |                                      | 1         | 1        |
| João Mário              | Portugália     |           |                                      | 1         | 1        |
| Ricardo Quaresma        | Portugália     |           |                                      | 1         | 1        |
| Alexandru Chipciu       | Románia        |           |                                      | 1         | 1        |
| Vlad Chiricheș          | Románia        |           |                                      | 1         | 1        |
| Dragoș Grigore          | Románia        |           |                                      | 1         | 1        |
| Claudiu Keșerü          | Románia        |           |                                      | 1         | 1        |
| Adrian Popa             | Románia        |           |                                      | 1         | 1        |
| Andrei Prepeliță        | Románia        |           |                                      | 1         | 1        |
| Răzvan Raț              | Románia        |           |                                      | 1         | 1        |
| Gabriel Torje           | Románia        |           |                                      | 1         | 1        |
| Nolito                  | Spanyolország  |           |                                      | 1         | 1        |
| Sergio Ramos            | Spanyolország  |           |                                      | 1         | 1        |
| David Silva             | Spanyolország  |           |                                      | 1         | 1        |
| Valon Behrami           | Svájc          |           |                                      | 1         | 1        |
| Johan Djourou           | Svájc          |           |                                      | 1         | 1        |
| Breel Embolo            | Svájc          |           |                                      | 1         | 1        |
| Granit Xhaka            | Svájc          |           |                                      | 1         | 1        |
| Albin Ekdal             | Svédország     |           |                                      | 1         | 1        |
| Erik Johansson          | Svédország     |           |                                      | 1         | 1        |
| Victor Lindelöf         | Svédország     |           |                                      | 1         | 1        |
| Martin Olsson           | Svédország     |           |                                      | 1         | 1        |
| Ján Ďurica              | Szlovákia      |           |                                      | 1         | 1        |
| Patrik Hrošovský        | Szlovákia      |           |                                      | 1         | 1        |
| Róbert Mak              | Szlovákia      |           |                                      | 1         | 1        |
| Viktor Pečovský         | Szlovákia      |           |                                      | 1         | 1        |
| Vladimír Weiss          | Szlovákia      |           |                                      | 1         | 1        |
| İsmail Köybaşı          | Törökország    |           |                                      | 1         | 1        |
| Volkan Şen              | Törökország    |           |                                      | 1         | 1        |
| Cenk Tosun              | Törökország    |           |                                      | 1         | 1        |
| Ozan Tufan              | Törökország    |           |                                      | 1         | 1        |
| Burak Yılmaz            | Törökország    |           |                                      | 1         | 1        |
| Jevhen Konopljanka      | Ukrajna        |           |                                      | 1         | 1        |
| Olekszandr Kucser       | Ukrajna        |           |                                      | 1         | 1        |
| Ruszlan Rotany          | Ukrajna        |           |                                      | 1         | 1        |
| Jevhen Szeleznyov       | Ukrajna        |           |                                      | 1         | 1        |
| Szerhij Szidorcsuk      | Ukrajna        |           |                                      | 1         | 1        |
| Joe Allen               | Wales          |           |                                      | 1         | 1        |
| Gareth Bale             | Wales          |           |                                      | 1         | 1        |
| Chris Gunter            | Wales          |           |                                      | 1         | 1        |
| Neil Taylor             | Wales          |           |                                      | 1         | 1        |
| Sam Vokes               | Wales          |           |                                      | 1         | 1        |

## Díjak
„Arany-”, „Ezüst-” és „Bronzcipő”
Az „Aranycipő” díjat az a játékos kapta, aki a legtöbb gólt szerezte az Európa-bajnokságon. Ha két vagy több játékos ugyanannyi gólt ért el, akkor a gólpasszok száma döntött. Ha ez is egyenlő, akkor a játszott percek számítottak, a kevesebb időt pályán töltött játékos végzett előrébb. Az „Ezüst-” és „Bronzcipő” díjat a második és harmadik helyen végzett játékosok kapták.
| Aranycipő                   | Ezüstcipő                   | Bronzcipő                   |
| --------------------------- | --------------------------- | --------------------------- |
| Antoine Griezmann           | Cristiano Ronaldo           | Olivier Giroud              |
| 6 gól, 2 gólpassz, 555 perc | 3 gól, 3 gólpassz, 625 perc | 3 gól, 2 gólpassz, 456 perc |

Legjobb fiatal játékos
Az UEFA különdíjjal jutalmazta a legjobb fiatal játékost az UEFA Technikai Bizottságának döntése alapján. A díjat 22 éven aluli (1994. január 1-je után született) játékos kaphatta.
- Renato Sanches[84]

Aranykesztyű
Az UEFA Aranykesztyűvel jutalmazta a torna legjobb kapusát.
- Rui Patrício

## All-star csapat
Az UEFA Technikai Bizottsága 2016. július 11-én hozta nyilvánosságra a torna legjobb játékosaiból álló All-star csapat összeállítását.
| Kapus        | Védők                                                | Középpályások        | Csatárok                                                       |
| ------------ | ---------------------------------------------------- | -------------------- | -------------------------------------------------------------- |
| Rui Patrício | Joshua Kimmich Jérôme Boateng Pepe Raphaël Guerreiro | Joe Allen Toni Kroos | Antoine Griezmann Aaron Ramsey Dimitri Payet Cristiano Ronaldo |

## Végeredmény

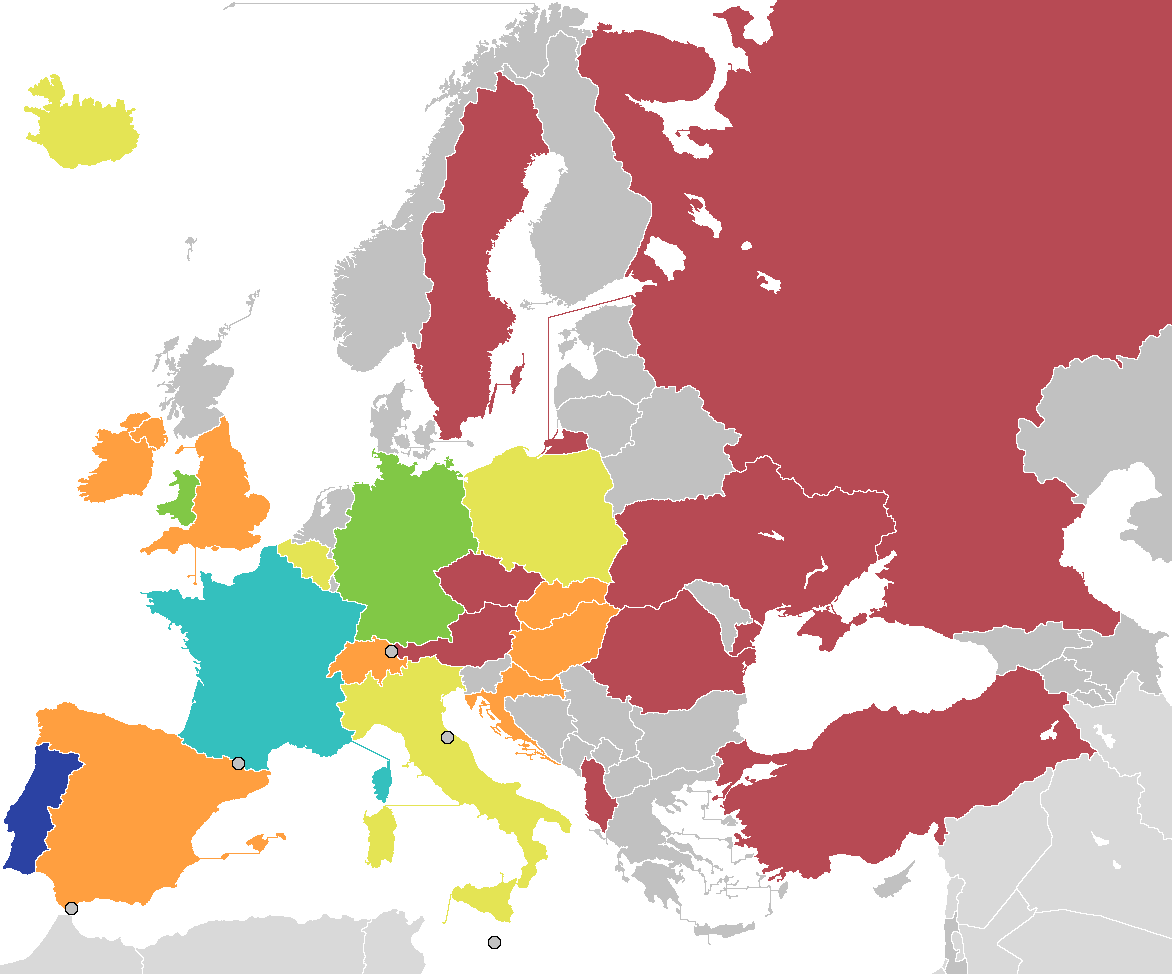
A 2016-os Európa-bajnokságon részt vevő országok helyezései

Bronzmérkőzést nem játszottak, ezért a két elődöntős egyaránt bronzérmes. További konkrét helyezések hivatalosan nincsenek. Az alábbi sorrend a következő pontok alapján készült:
1. több szerzett pont (a 11-esekkel eldöntött találkozók a hosszabbítást követő eredménnyel, döntetlenként vannak feltüntetve)
2. jobb gólkülönbség
3. több szerzett gól

| Hely.                    | Csapat            | M | Gy | D | V | G+ | G– | Gk | P  |
| ------------------------ | ----------------- | - | -- | - | - | -- | -- | -- | -- |
| 1. helyezett, aranyérmes | Portugália        | 7 | 3  | 4 | 0 | 9  | 5  | +4 | 13 |
| 2. helyezett, ezüstérmes | Franciaország (R) | 7 | 5  | 1 | 1 | 13 | 5  | +8 | 16 |
| 3. helyezett, bronzérmes | Wales             | 6 | 4  | 0 | 2 | 10 | 6  | +4 | 12 |
| 3. helyezett, bronzérmes | Németország       | 6 | 3  | 2 | 1 | 7  | 3  | +4 | 11 |
|                          |                   |   |    |   |   |    |    |    |    |
| 5.                       | Olaszország       | 5 | 3  | 1 | 1 | 6  | 2  | +4 | 10 |
| 6.                       | Belgium           | 5 | 3  | 0 | 2 | 9  | 5  | +4 | 9  |
| 7.                       | Lengyelország     | 5 | 2  | 3 | 0 | 4  | 2  | +2 | 9  |
| 8.                       | Izland            | 5 | 2  | 2 | 1 | 8  | 9  | −1 | 8  |
|                          |                   |   |    |   |   |    |    |    |    |
| 9.                       | Horvátország      | 4 | 2  | 1 | 1 | 5  | 4  | +1 | 7  |
| 10.                      | Spanyolország     | 4 | 2  | 0 | 2 | 5  | 4  | +1 | 6  |
| 11.                      | Svájc             | 4 | 1  | 3 | 0 | 3  | 2  | +1 | 6  |
| 12.                      | Anglia            | 4 | 1  | 2 | 1 | 4  | 4  | 0  | 5  |
| 13.                      | Magyarország      | 4 | 1  | 2 | 1 | 6  | 8  | −2 | 5  |
| 14.                      | Írország          | 4 | 1  | 1 | 2 | 3  | 6  | −3 | 4  |
| 15.                      | Szlovákia         | 4 | 1  | 1 | 2 | 3  | 6  | −3 | 4  |
| 16.                      | Észak-Írország    | 4 | 1  | 0 | 3 | 2  | 3  | −1 | 3  |
|                          |                   |   |    |   |   |    |    |    |    |
| 17.                      | Törökország       | 3 | 1  | 0 | 2 | 2  | 4  | −2 | 3  |
| 18.                      | Albánia           | 3 | 1  | 0 | 2 | 1  | 3  | −2 | 3  |
| 19.                      | Románia           | 3 | 0  | 1 | 2 | 2  | 4  | −2 | 1  |
| 20.                      | Svédország        | 3 | 0  | 1 | 2 | 1  | 3  | −2 | 1  |
| 21.                      | Csehország        | 3 | 0  | 1 | 2 | 2  | 5  | −3 | 1  |
| 22.                      | Ausztria          | 3 | 0  | 1 | 2 | 1  | 4  | −3 | 1  |
| 23.                      | Oroszország       | 3 | 0  | 1 | 2 | 2  | 6  | −4 | 1  |
| 24.                      | Ukrajna           | 3 | 0  | 0 | 3 | 0  | 5  | −5 | 0  |

## Érdekességek, rekordok
- A tornára öt újonc válogatott jutott ki: Albánia, Észak-Írország, Izland, Szlovákia és Wales. Albánia és Izland első felnőtt világversenyén szerepelt. Érdekesség továbbá, hogy az öt újonc közül egyik sem lett csoportjában utolsó helyezett, és Albánia kivételével mindegyik továbbjutott az egyenes kieséses szakaszba.
- Izland a valaha volt legkisebb lélekszámú ország, amely kijutott labdarúgó-Európa-bajnokságra.[86]
- A részt vevő ország bajnokságai közül az északír, az ír és az izlandi bajnokság nem adott játékost az Eb-re.[87]
- Az Albánia–Svájc csoporttalálkozón fordult elő először az Európa-bajnokságok történetében, hogy egy testvérpár egymás ellen lépjen pályára: Granit Xhaka a svájci, Taulant az albán csapatot erősítette.[88]
- A Wales–Szlovákia találkozón a brit csapat győzelemmel debütált a labdarúgó-Európa-bajnokságon. Újonc csapat első meccsét legutóbb 2012-ben nyerte meg, akkor Ukrajna érte el ezt a bravúrt. Wales az első brit csapat lett, amely győzelemmel debütált.[89]
- A Németország–Ukrajna meccsen Joachim Löw német szövetségi kapitány lett a legtöbb Eb-mérkőzést magáénak tudó szövetségi kapitány. 12. meccsével a szintén német Berti Vogtsot taszította a második helyre. A svéd Lars Lagerbäck Magyarország ellen ülhetett a kispadon szintén 12. Eb-mérkőzésén.[90] Löw azonban magyarázkodni kényszerült az ukránok elleni meccs után néhány illetlen megmozdulása miatt.[91]
- A Belgium–Olaszország találkozón az olaszok kapitánya, Antonio Conte az Eb-k történetének legidősebb átlagéletkorú kezdő tizenegyét küldte pályára. A csapat átlagéletkora 31 év és 169 nap volt.[92]
- Az Ausztria–Magyarország csoporttalálkozón Magyarország hat nap híján 52 év után először tudott győzni Európa-bajnoki találkozón,[93] Szalai Ádám találatával 44 évnyi gólcsendet tört meg a válogatott (legutóbb Kű Lajos talált be).[94] Király Gábor a legidősebb játékos lett, aki pályára lépett Eb-mérkőzésen a maga 40 év 74 napjával. A korábbi csúcsot a német Lothar Matthäus tartotta 39 év 91 nappal.[95]
- Gareth Bale a walesi csapat első két csoportmérkőzésén (Szlovákia, illetve Anglia ellen) két szabadrúgás gólt ért el. Ezzel ő lett Michel Platini és Thomas Häßler után a harmadik játékos, aki egy tornán ért el egynél több szabadrúgás gólt. Platini 1984-ben, Häßler 1992-ben iratkozott fel erre a listára.[96]
- Miután az Észak-Írország–Németország csoportmérkőzésen pályára lépett, Bastian Schweinsteiger lett a német labdarúgó-válogatott történetének legtöbb Európa-bajnoki meccsét megvívó játékosa. Tizenötödik mérkőzésével Philipp Lahm rekordját adta át a múltnak.[97]
- A Horvátország–Spanyolország csoportmérkőzésen Nikola Kalinić 45. percben esett gólja révén a spanyol válogatott 735 perc után kapott gólt Eb-mérkőzésen. Legutóbb az olasz Antonio Di Natale rúgott gólt ellenük Eb-n, a 2012-es labdarúgó-Európa-bajnokság C csoportjában, a mérkőzés 65. percében.[98]
- Miután a Csehország–Törökország csoportmérkőzésen utóbbi válogatott győzött, így először fordult elő az Európa-bajnokságok történetében, hogy a csehszlovák vagy cseh együttes győzelem nélkül távozzon egy tornáról.
- A Magyarország–Portugália találkozón két gólt szerző Dzsudzsák Balázs lett a második olyan magyar labdarúgó, aki Európa-bajnokságon duplázni tudott: legutóbb Novák Dezső, az 1964-es labdarúgó-Európa-bajnokságon ért el hasonló eredményt. Dzsudzsák azonban az első, aki ezt rendes játékidőben tette meg. Legutóbb 2000-ben ért véget Európa-bajnokságon 3–3-mal mérkőzés: akkor a Jugoszlávia–Szlovénia meccs végeredménye lett ennyi. A találkozón szintén két találatot jegyző Cristiano Ronaldo lett az Eb-k történetének első játékosa, aki négy egymást követő tornán is gólt szerzett. Ráadásul 17. Eb-mérkőzésével a valaha volt legtöbb mérkőzést játszotta a torna történetében.[99]
- Gera Zoltán a Portugália elleni csoportmérkőzésen lőtt góljával Ivica Vastić után az Eb-k történetének második legidősebb gólszerzője lett.[100] Ez a gól az UEFA szurkolói szavazásán a torna gólja lett.[101]
- A csoportkörök alatt a helyszíni össznézőszám 1 650 920 fő volt. Ez átlagosan 45 859 főt jelent mérkőzésenként. Legtöbben (311 532 fő) az A csoport mérkőzéseit nézték meg, legkevesebben (215 108 fő) a D csoport mérkőzéseire voltak kíváncsiak. A magyar csapatot is tartalmazó F csoport harmadik lett 302 527 fő helyi nézővel.
- A Wales–Észak-Írország találkozón Gareth McAuley öngólt jegyzett, s ezzel ő lett a tornán a harmadik játékos az ír Ciaran Clark és az izlandi Birkir Már Sævarsson után. Ennyi öngól még soha nem született a tornák történetében.[102]
- Robbie Brady lett az első ír labdarúgó, aki egy tornát egynél több találattal zárt. A Franciaország elleni nyolcaddöntőben büntetőből elért találata az Eb-k történetének leggyorsabb tizenegyesgólja lett (1:58).[103]
- Mesut Özil lett az első német labdarúgó, aki tizenegyest hibázott rendes játékidőben Európa-bajnoki találkozón. A német–szlovák találkozón Özil büntetőjét Matúš Kozáčik hárította.[104]
- Spanyolország legutóbb a 2000-es tornán kapott két egymást követő mérkőzésen legalább két gólt. Akkor Jugoszlávia ellen 4–3-ra nyertek a csoportban, míg Franciaország ellen kikaptak 2–1-re. Az olasz válogatott az első csapat a 2000-es torna óta, amely kieséses meccsen betalált a spanyolok hálójába.[105]
- A Lengyelország–Portugália negyeddöntőn elért találatával Renato Sanches lett a valaha volt legfiatalabb labdarúgó, aki Európa-bajnokság egyenes kieséses szakaszában gólt szerzett. A portugálok továbbjutásával eldőlt, hogy a lengyel csapat úgy búcsúzott ettől a tornától, hogy veretlen maradt, ráadásul a tornán egyetlenegy percet sem játszottak hátrányban.[106]
- Portugália először nyert rangos tornát, míg Franciaország a második csapat, amelyik hazai pályán bukott el döntőt (az első éppen Portugália volt). Portugália a tizedik ország, mely Európa-bajnokságot nyert. Ez volt az első döntő, amelyben a rendes játékidőben nem esett gól. A portugálok győztes találatát jegyző Éder a hatodik olyan játékos, aki csereként beállva szerzett gólt Eb-döntőn. Michael Ballack után Antoine Griezmann lett a második olyan labdarúgó, aki egy évben veszít Bajnokok ligája és Eb-döntőt. Portugália a 34. Eb-mérkőzésén szerezte meg első bajnoki címét. Most már Anglia az a válogatott, amely a legtöbb Eb-meccset játszotta győzelem nélkül.[107]
- Az aranyérmes portugál labdarúgó-válogatott ezen az Európa-bajnokságon lejátszott hét mérkőzéséből a rendes játékidőben csak egyet nyert meg, hat esetben döntetlen eredményt ért el (9 pont).
- Antoine Griezmann az első játékos, aki egyszerre lett gólkirály és kapta meg az aranylabdát, valamint első alkalommal fordult elő az, hogy nem Eb-győztes csapat játékosa kapta meg az aranylabdát.[108]

## Szimbólumok

### Az Eb logója, szlogenje, hivatalos dala, kabalája
Az Euro 2016 logójában a házigazda nemzet, Franciaország zászlójának színei – a kék, a fehér és a piros – dominálnak, középpontjában pedig az Eb-győztesnek járó Henri Delaunay-kupa áll. A logót 2013. június 26-án mutatta be a párizsi Pavillon Cambon Capucines-ben Michel Platini, az Európai és Noel Le Graet, a Francia labdarúgó-szövetség elnöke.
Az UEFA 2013. október 17-én hozta nyilvánosságra az Eb szlogenjét – Le Rendez-Vous (’megbeszélt találkozó’) –, amivel Jacques Lambert, a szervezőbizottság elnöke szerint találkozóra hívják a világ fociszerető közönségét.
Az Eb hivatalos dalát David Guetta és Zara Larsson adta elő, a dal címe a This One's for You volt. A hivatalos záródalát Free Your Mind címmel Maya Lavelle adta elő.
Az Eb kabaláját 2014. november 18-án mutatták be. A kabala egy szuperhős fiút jelképez, aki a francia válogatott mezét viseli. Az elnevezését (Super Victor) az UEFA honlapján lezajlott szavazáson kapta, megelőzve a „Driblou” és a „Goalix” neveket.

### Az Eb labdája
Az Eb hivatalos labdáját az Adidas készítette, és a Beau Jeu („szép játék”) nevet kapta. Ez volt az első Eb, amikor más labdát használtak a csoportmérkőzések során, valamint a kieséses szakaszban. A labdát hivatalosan Zinédine Zidane mutatta be 2015. november 12-én.

## Biztonsági problémák az Eb ideje alatt
2016. június 9-én, egy nappal a megnyitó előtt Marseille-ben helyi fiatalok és angol szurkolók csaptak össze. Ezt az összecsapást a rendőrség könnygáz bevetésével oszlatta fel. Hat angol szurkoló börtönbüntetést kapott. Június 11-én szintén Marseille-ben tört ki összecsapás angol és orosz szurkolók között. Egy angol szurkoló súlyos, életveszélyes sérülésekkel került kórházba. Emiatt az orosz csapatot felfüggesztett kizárásra ítélték, valamint 150 000 eurós pénzbírságot kaptak, valamint ötven orosz szurkolót kiutasítottak Franciaországból. Az angol és az orosz szurkolók később Lille-ben is összecsaptak, ekkor 16 fő került kórházba, és 36 főt tartóztattak le.
2016. június 17-én a Csehország–Horvátország-mérkőzés horvát szurkolói rendbontás miatt rövid ideig félbeszakadt. Ekkor a szurkolók petárdákat és fáklyákat dobáltak a pályára. A horvát szövetség 100 000 euró bírságot kapott. Ugyanezen a napon a Spanyolország–Törökország-mérkőzés után Nizzában török szurkolók a csapatuk veresége után követtek el rendzavarást.

## Közvetítések
Magyarországon az MTVA szerezte meg a közvetítési jogokat, ahol a közszolgálati sportcsatornán, az M4 Sporton közvetítették a bajnokságot, a csoportkör utolsó fordulójában, a párhuzamos mérkőzések esetén pedig az egyik mérkőzést a Duna nemzeti főadó adta. Minden mérkőzés élőben került képernyőre. Az M1 és a Kossuth Rádió összefoglalókat készített a meccsekről. Az egész labdarúgó-Európa-bajnokság alatt a helyszínről kommentálta a mérkőzéseket Gundel Takács Gábor, Hajdú B. István, Knézy Jenő és Székely Dávid. Helyszíni riporterként Mohay Bence és Tihany Viktor került képernyőre az M4 Sporton. A budapesti stúdióból Héder Barna, Kovács „Koko” István, Molnár Mátyás és Török Olivér jelentkezett több labdarúgó, szakértő és ismert laikus vendéggel. A magyar válogatott meccsei alatt Franciaországban, egy helyszíni látványstúdióból is volt bejelentkezés a meccsek előtt, illetve után. A magyar válogatott mellett a kispadon követte a mérkőzést Berkesi Judit. A nap zárásaként a késő esti összefoglaló után a Jöttünk, láttunk, visszanéznénk! című könnyedebb hangvételű, talkshow jellegű műsorban beszélték ki a mérkőzéseket.
A nyitómérkőzést, a finálét és a magyar válogatott csoportmérkőzését Ausztria, illetve Portugália ellen Hajdú B. István közvetítette. Az Izland elleni találkozót Gundel Takács Gábor kommentálta. A negyeddöntőtől ők ketten maradtak kommentátorok; az elődöntőbe, majd a fináléba jutásért vívandó mérkőzéseken egyenlő arányban osztozott Hajdú B. István és Gundel Takács Gábor.
Az Európa-bajnokság megnyitója előtti éjjel, 2016. június 9-én élőben közvetítette az M2 Petőfi TV David Guetta francia DJ fellépését, melyet az Eiffel-torony előtt adott a Champ-de-Mars-on.
A közvetítéseket HD minőségben sugározták, melyet csak magyarországi IP-címmel rendelkező készülékkel lehetett nézni.